# جامعه‌شناسی
جامعه‌شناسی (به انگلیسی: Sociology) یکی از علوم اجتماعی است که بر بررسی جامعه، رفتار اجتماعی انسان، الگوهای مناسبات اجتماعی، رابطه اجتماعی و جنبه‌هایی از فرهنگ مرتبط با زندگی روزمره تمرکز دارد. از روش‌های مختلف پژوهش تجربی و تفکر انتقادی: 3–5  برای توسعه مجموعه‌ای از دانش در مورد نظم اجتماعی و تغییر اجتماعی استفاده می‌کند.: 32–40  در حالی که برخی از جامعه‌شناسان پژوهش‌هایی را انجام می‌دهند که ممکن است مستقیماً برای رفاه و سیاست اجتماعی اِعمال شود، برخی دیگر عمدتاً بر اصلاح نظری درک فرآیندهای اجتماعی و روش پدیدارشناسی تمرکز می‌کنند. موضوع می‌تواند از تحلیل‌های سطح جامعه‌شناسی خرد (یعنی تعامل فردی و عاملیت) تا تحلیل‌های سطح جامعه‌شناسی کلان جامعه (یعنی نظام اجتماعی و ساختار اجتماعی) سیر نماید.
کانون‌های سنتی جامعه‌شناسی عبارتند از: قشربندی اجتماعی، طبقه اجتماعی، تحرک اجتماعی، جامعه‌شناسی دین، سکولارسازی، جامعه‌شناسی حقوق، جنس، جنسیت و انحرافات. از آنجایی که همه حوزه‌های فعالیت انسانی تحت تأثیر تعامل متقابل ساختار اجتماعی با عاملیت فردی است، جامعه‌شناسی به تدریج تمرکز خود را به موضوع و نهادهای دیگر، مانند جامعه‌شناسی سلامت و بیماری و جامعه‌شناسی پزشکی؛ جامعه‌شناسی اقتصادی؛ جامعه‌شناسی نظامی؛ جامعه‌شناسی مجازات و نظام‌های نظریه کنترل (جامعه‌شناسی)؛ جامعه‌شناسی اینترنت؛ جامعه‌شناسی آموزش و پرورش؛ سرمایه اجتماعی؛ و نقش فعالیت اجتماعی در توسعه جامعه‌شناسی معرفت گسترش داده است.
دامنۀ روش‌های علمی اجتماعی نیز گسترش یافته است، زیرا پژوهش اجتماعی از انواع تکنیک‌های پژوهش کیفی و پژوهش کمی استفاده می‌کند.
چرخش زبانی و چرخش فرهنگی اواسط سده بیستم میلادی، به ویژه، به‌طور فزاینده‌ای به رویکردهای مختلف تفسیری، هرمنوتیک و فلسفی منجر شده است. برای تحلیل در سده بیست و یکم، جامعه شاهد ظهور تکنیک‌های جدید جامعه‌شناسی تحلیلی، جامعه‌شناسی ریاضی و جامعه‌شناسی محاسباتی مانند مدل‌سازی عامل بنیان و شبکه اجتماعی تجزیه و تحلیل بود.
پژوهش‌های اجتماعی در صنایع و بخش‌های مختلف زندگی، مانند سیاستمداران و قانونگذاران؛ آموزگاران؛ برنامه‌ریزان؛ کارمندان؛ توسعه‌دهندگان؛ بازرگانان و مدیران؛ مددکاران اجتماعی؛ سازمان‌های غیردولتی؛ و سازمان‌های غیرانتفاعی و همچنین افراد علاقه‌مند به حل و فصل مسائل اجتماعی به‌طور کلی نفوذ دارد. به این ترتیب، اغلب تلاقی بسیاری بین پژوهش‌های اجتماعی، مطالعات بازار و سایر زمینه‌های آماری وجود دارد.

## تاریخچه
تاریخ استدلال جامعه‌شناختی، پیش از پایه‌گذاری خود رشته است. تحلیل اجتماعی عام ریشه در سهام مشترک معرفت و فلسفه جهانی دارد که اگر نگوییم زودتر، لااقل از زمان فیلسوفان یونان باستان یعنی سقراط، افلاطون و ارسطو و از زمان  شعر طنز قدیم انجام می‌شد که دارای نقد اجتماعی و سیاسی است. به عنوان مثال، منشأ نظرسنجی (یعنی گردآوری اطلاعات از نمونه‌ای از افراد) را می‌توان حداقل در روز رستاخیز (کتاب) در سال ۱۰۸۶ ردیابی کرد. در حالی که فیلسوفان باستانی مانند کنفوسیوس در مورد اهمیت نقش‌های اجتماعی نوشته‌اند.

### ریشه‌شناسی
واژه sociology یا (به فرانسوی: sociologie) بخشی از نام خود را از واژه لاتین socius (همراه یا همراهی) گرفته است. پسوند -logy (به معنای 'مطالعه') از پسوند یونانی -λογία گرفته شده که از λόγος (lógos، 'کلمه' یا 'شناخت') مشتق شده است.

#### امانوئل ژوزف سیس
اصطلاح «جامعه‌شناسی» اولین بار در سال ۱۷۸۰ توسط مقاله‌نویس فرانسوی، 'امانوئل ژوزف سیس (۳ می ۱۷۴۸–۲۰ ژوئن ۱۸۳۶) در یک دست‌نوشته منتشر نشده ابداع شد.

#### ابن خلدون

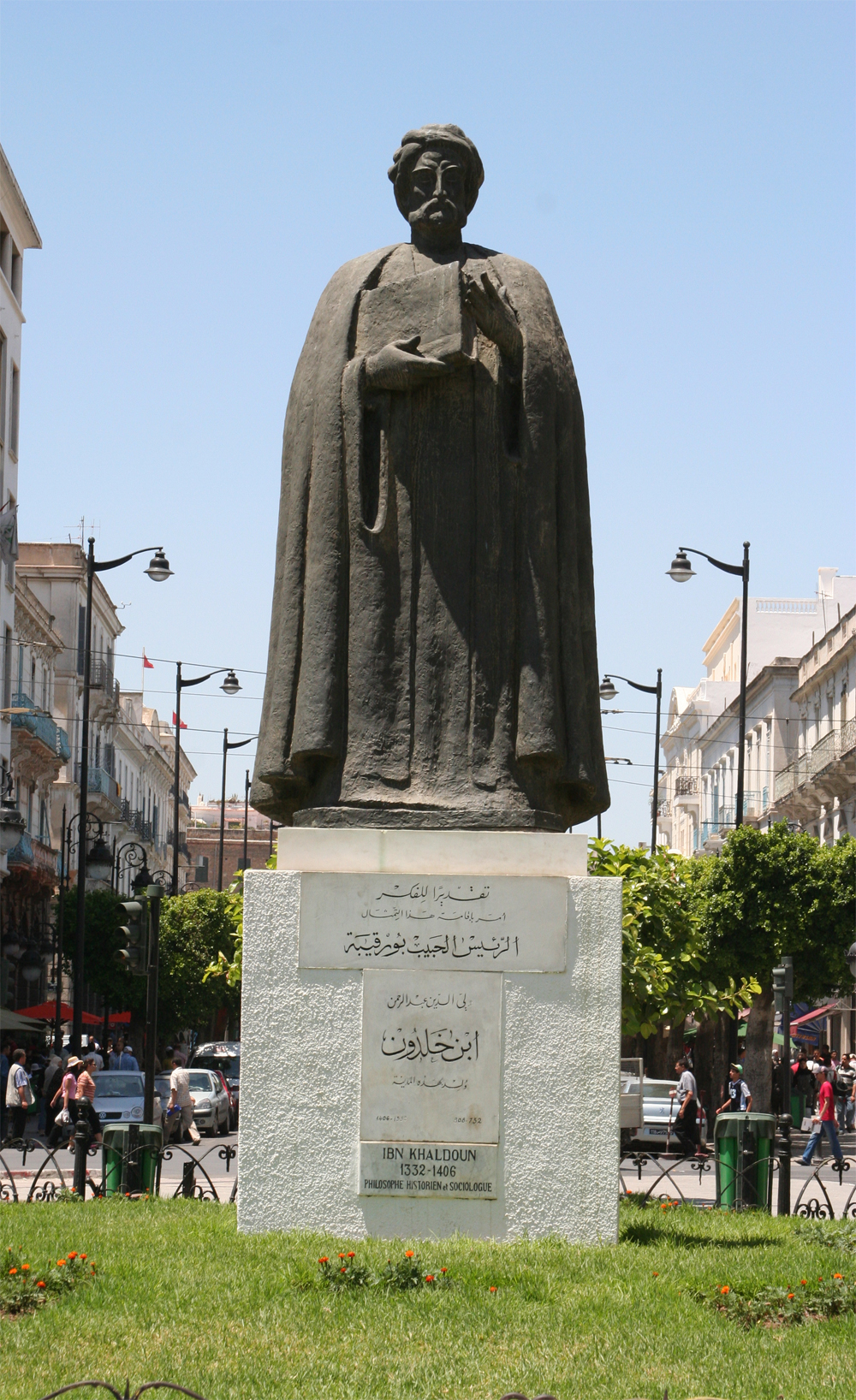
مجسمه ابن خلدون در تونس، (۱۳۳۲–۱۴۰۶)

در نوشته‌های عربی سده‌های وسطی نیز شواهدی از جامعه‌شناسی اولیه وجود دارد. ابوزید عبدالرحمن بن محمد بن خلدون مشهور به ابن خلدون، تاریخ‌نگار، جامعه‌شناس مسلمان است. وی را از پیشگامان علم جامعه‌شناسی و تاریخ‌نگاری به شیوهٔ علمی می‌دانند که حدود ۴۰۰ سال پیش از اگوست کنت می‌زیست. ابن خلدون این علم جدید را عمران نام نهاد. کتابش با نام «مقدمه ابن خلدون» در ایران شهرت دارد و توسط محمد پروین گنابادی به زبان فارسی ترجمه شده است. در این اثر وی از تکرار تاریخ در یک چرخهٔ شش نسلی سخن گفته است. این چرخه از آغاز یک اجتماع با تکیه بر کشاورزی سپس فنون آغاز می‌شود. در آخرین مرحله اجتماع چنان قدرتمند می‌شود که مردم آن به هنر و موسیقی روی می‌آورند و پس از آن مردم از فرط امنیت و بی‌نیازی تعصب خود را نسبت به جامعه از دست می‌دهند تا این‌که قوم دیگری آن جامعه را از خارج فتح می‌کند و در اینجا تاریخ بر همین منوال تکرار می‌شود. او برای مثال می‌گوید که پارس‌ها از عرب‌ها شکست خوردند عرب‌ها از ترکان غزنوی و سلجوقیان و ترکان نیز از مغولان شکست خوردند. گرچه عقاید ابن خلدون تحت تأثیر افکار افلاطون و به ویژه کتاب سیاست ارسطو است ولی این دانشمند توانسته با اندیشهٔ یونانی و با نگاه ژرف و تجربهٔ طولانی خویش به عنوان سیاست‌مداری کارکشته، نظریه‌های نوین جامعه‌شناسی خود را ارائه دهد.
برخی منابع ابن خلدون را که یکی از علمای عرب مسلمان از تونس سده چهاردهم میلادی بود را  پدر جامعه‌شناسی می‌دانند، اگرچه چندان اشاره‌ای به کار او در نوشته‌های مردان سفیدپوست اروپایی در جامعه‌شناسی مدرن وجود ندارد. «مقدمه» ابن خلدون شاید اولین اثری بود که استدلال علمی - اجتماعی را در مورد انسجام گروهی و تضاد اجتماعی پیش برد.

#### اگوست کنت

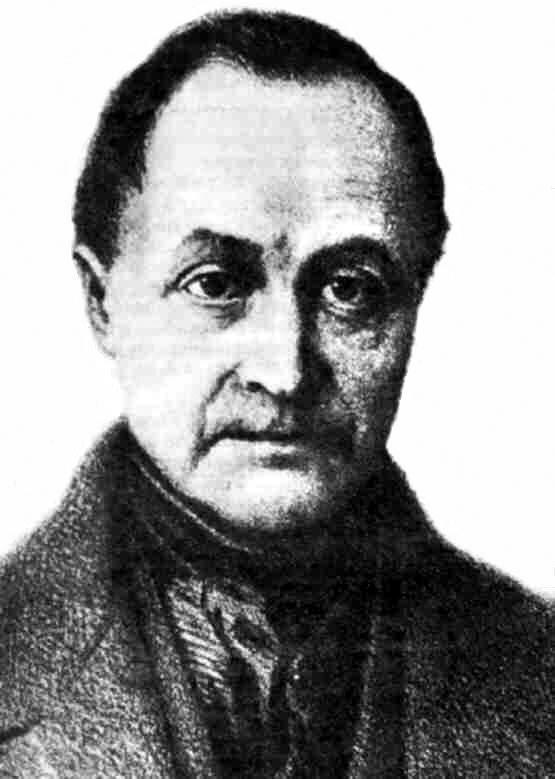
اگوست کنت (۱۷۹۸–۱۸۵۷)

«جامعه‌شناسی» به عنوان یک نگاه جدید به جامعه،: 10  در سال ۱۸۳۸ توسط فیلسوف علم، اگوست کنت فرانسوی به عنوان علم مستقل تعریف شد.
کنت قبلاً از اصطلاح «فیزیک اجتماعی» استفاده کرده بود ولی متعاقباً این نام توسط دیگران، به ویژه آماردان بلژیکی، آدولف کوتله استفاده شد. کنت تلاش کرد تا تاریخ، روان‌شناسی و اقتصاد را از طریق درک علمی زندگی اجتماعی تلفیق کند. مدت کوتاهی پس از ضعف انقلاب فرانسه او پیشنهاد کرد بیماری‌های اجتماعی را می‌توان از طریق اثبات‌گرایی جامعه‌شناختی اصلاح کرد که یک رویکرد معرفت‌شناختی است که در کتاب «دوره فلسفه اثباتی» (۱۸۳۰–۱۸۴۲) مشخص شده است، بعدها در کتاب «نگرش کلی به اثبات‌گرایی» (۱۸۴۸) گنجانده شد. کنت باورمند بود مرحله اثبات‌گرایی دوران نهایی را، پس از مراحل ربانی الهیاتی و مابعدالطبیعی در پیشرفت فهم بشر نشان خواهد داد. با مشاهده وابستگی دایره‌ای نظریه و مشاهده در علم و طبقه‌بندی علوم، کنت را می‌توان نخستین فیلسوف علم به معنای امروزی این واژه دانست.
انگیزه قدرتمندی به توسعه جامعه‌شناسی داد که در دهه‌های پایانی سده نوزدهم به ثمر نشست. جامعه‌شناسان فرانسوی مانند دورکیم شاگردان فداکار کاهن اعظم اثبات‌گرایی بوده‌اند. کنت با اصرار بر تقلیل‌ناپذیری هر یک از علوم پایه، خود علم خاصی را در سلسله مراتب علوم پیش‌فرض می‌گرفت و با تأکید بر ماهیت جامعه‌شناسی به عنوان علم مطالعه علمی پدیده‌های اجتماعی، جامعه‌شناسی را روی نقشه علم قرار داد. مطمئناً، آغاز [آن] را می‌توان خیلی فراتر از مونتسکیو دنبال کرد، برای مثال از مارکی دو کندورسه و کلود هانری سن سیمون، سلف بلافصل کنت سخن گفت ولی شناخت روشن کنت از جامعه‌شناسی به عنوان یک علم خاص، با ویژگی خاص خود، دورکیم را در تلقی او به عنوان پدر یا بنیانگذار این علم متقاعد کرد. اگرچه دورکیم ایده سه مرحله‌ای را نپذیرفت و از رویکرد کنت به جامعه‌شناسی انتقاد کرد.
فردریک کاپلستون، ۱۹۷۴: «تاریخ فلسفه: فلسفه مدرن نهم»، ص ۱۱۸

#### کارل مارکس

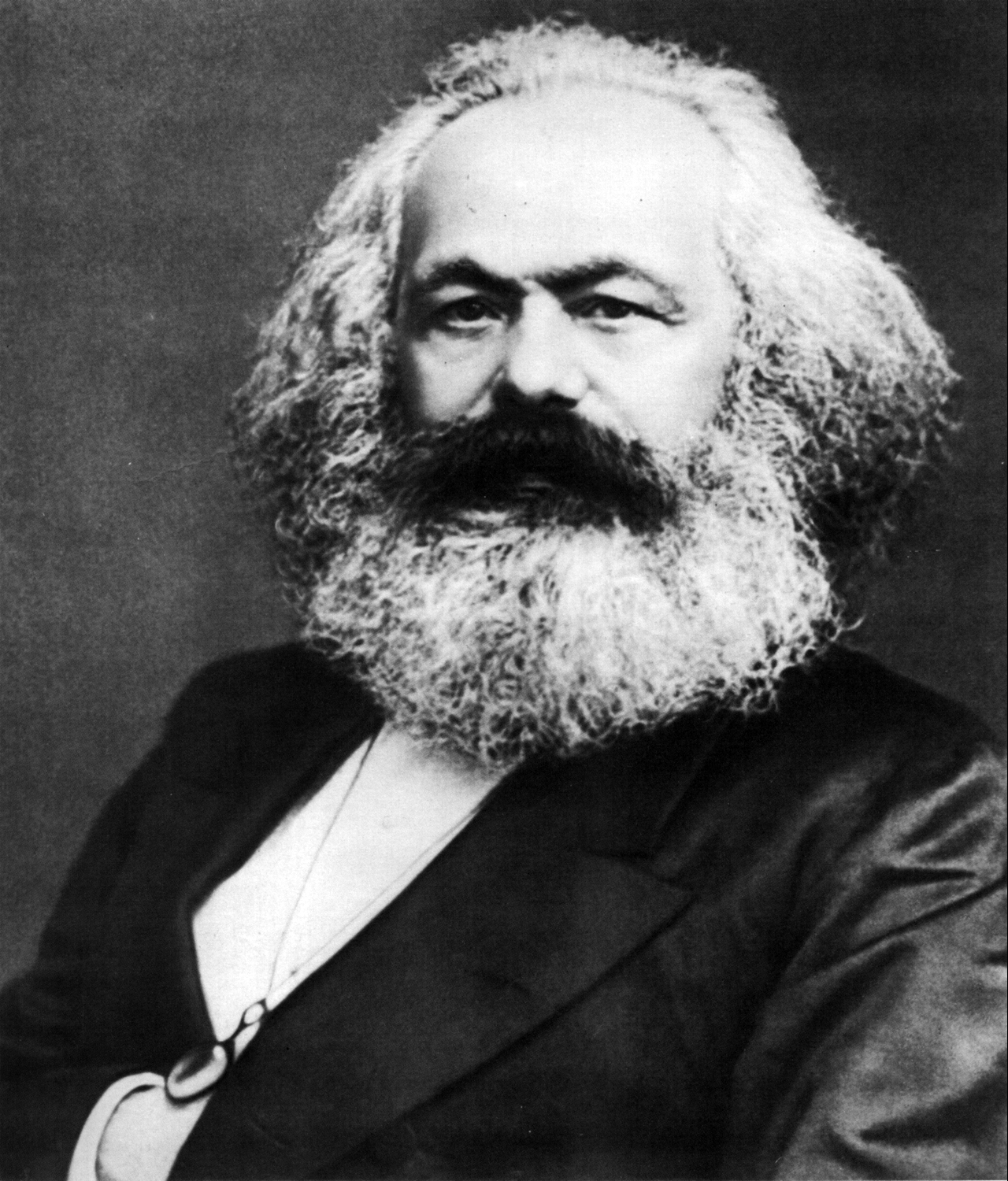
کارل مارکس (۱۸۱۸–۱۸۸۳)

هم کنت و هم کارل مارکس در پی صنعتی شدن و سکولارسازی اروپا، که توسط جنبش‌های کلیدی مختلف در فلسفه تاریخ و فلسفه علم اطلاع‌رسانی شده بود، به دنبال توسعه نظام‌های توجیه‌شده علمی بودند. مارکس اثبات‌گرایی کنتی را رد کرد. ولی بخاطر تلاش برای توسعه علم جامعه به عنوان یکی از بنیانگذاران جامعه‌شناسی شناخته می‌شود زیرا این اصطلاح معنای گسترده‌تری پیدا کرد. برای آیزایا برلین (۱۹۶۷)، اگر چه مارکس خود را جامعه‌شناس نمی‌دانست ولی می‌توان او را به عنوان «پدر واقعی» جامعه‌شناسی مدرن در نظر گرفت، «تا جایی که هر کسی می‌تواند ادعای این عنوان را داشته باشد».: 130 

پاسخ‌های واضح و یکپارچه در قالب‌های تجربی آشنا به آن دسته از پرسش‌های نظری که در آن زمان بیشتر ذهن انسان‌ها را به خود مشغول کرده بود و از آنها دستورات عملی روشنی استنتاج می‌کرد، بدون اینکه پیوندهای مصنوعی آشکاری بین این دو ایجاد کند، دستاورد اصلی نظریه مارکس بود. بررسی جامعه‌شناختی مسائل تاریخی و اخلاقی که کنت و پس از او هربرت اسپنسر و ایپولیت تن در مورد آنها بحث و ترسیم کرده بودند، تنها زمانی به یک مطالعه دقیق و ملموس تبدیل شد که حمله مارکسیسم مبارز نتیجه‌گیری‌های آن را به موضوعی داغ تبدیل کرد و از این رو جست‌وجوی شواهد را غیرتمندتر و توجه به روش را شدیدتر کرد.: 13–14 

#### هربرت اسپنسر

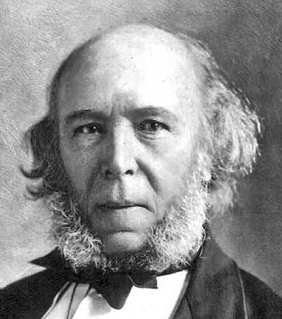
هربرت اسپنسر (۱۸۲۰–۱۹۰۳)

هربرت اسپنسر یکی از محبوب‌ترین و تأثیرگذارترین جامعه‌شناسان سده نوزدهم بود. تخمین زده می‌شود که در طول زندگی او، یک میلیون نسخه از کتاب‌هایش فروخته شد که بسیار بیشتر از هر جامعه‌شناس دیگری در آن زمان بود. نفوذ او به قدری قوی بود که بسیاری از متفکران سده نوزدهمی دیگر، از جمله امیل دورکیم نظرات خود را با توجه به نظرات او مطرح کردند. کتاب «درباره تقسیم کار اجتماعی» دورکیم تا حد زیادی یک بحث گسترده با اسپنسر است که بسیاری از مفسران اکنون بر این باورند که دورکیم از جامعه‌شناسی او به‌طور گسترده وام گرفته است. همچنین به عنوان زیست‌شناس برجسته، اسپنسر اصطلاح بقای اصلح را ابداع کرد. در حالی که ایده‌های مارکسیستی یک رشته از جامعه‌شناسی را تعریف می‌کرد، اسپنسر منتقد سوسیالیسم و همچنین مدافع قوی سبک لسه فر در حکومت بود. باورهای او توسط محافل سیاسی محافظه‌کار به ویژه در ایالات متحده و انگلیس، مشاهده و بررسی شده است.

### اثبات‌گرایی و ضد اثبات‌گرایی

قانون سه مرحله‌ای

#### اثبات‌گرایی
اصل فراگیر روش‌شناختی اثبات‌گرایی آنست که جامعه‌شناسی را به‌طور کلی به همان شیوه علوم طبیعی هدایت کند. تأکید بر تجربه‌گرایی و روش علمی به دنبال ارائه یک پایه آزمایش شده برای پژوهش‌های جامعه‌شناختی بر اساس این فرض است که تنها دانش اصیل، دانش علمی است و اینکه چنین دانشی تنها با تأیید مثبت از طریق روش‌شناسی علمی به دست می‌آید.
هدف اصلی ما تعمیم خردگرایی علمی به رفتار انسان است… آنچه که اثبات‌گرایی نامیده می‌شود نتیجه خردگرایی نیست.
امیل دورکیم: قواعد روش جامعه‌شناسی، [۱۸۹۵]
مدت‌هاست که این اصطلاح دیگر این معنی را ندارد. کمتر از دوازده معرفت‌شناسی متمایز وجود دارد که از آنها به عنوان اثبات‌گرایی یاد می‌شود. بسیاری از این رویکردها خود را (اثبات‌گرا) معرفی نمی‌کنند. برخی به این دلیل که خودشان در مخالفت با اشکال قدیمی‌تر اثبات‌گرایی به وجود آمدند، و برخی به این دلیل که این برچسب در طول زمان با پیوند اشتباهی با تجربه‌گرایی نظری به یک اصطلاح تحقیرآمیز تبدیل شده است گستره نقد ضد اثبات‌گرا نیز متفاوت بوده است و بسیاری روش علمی را رد می‌کنند و دیگران فقط به دنبال اصلاح آن هستند تا تحولات سده بیستم در فلسفه علم را منعکس کنند. با این حال، اثبات‌گرایی (که به‌طور گسترده به عنوان یک رویکرد علمی برای مطالعه جامعه شناخته می‌شود) همچنان در جامعه‌شناسی معاصر، به ویژه در ایالات متحده، غالب است.
لویک واکوانت سه گونه اصلی اثبات‌گرایی را متمایز می‌کند: اثبات‌گرایی دورکیمی، منطقی و ابزاری. هیچ‌کدام از اینها با آنچه کنت بیان کرد، که در حمایت از چنین نسخه‌ای سفت و سخت (و شاید خوش‌بینانه) منحصربه‌فرد بود، یکسان نیست.: ۹۴–۸ ،۱۰۰–۴  در حالی که امیل دورکیم بسیاری از جزئیات فلسفه کنت را رد کرد، روش آن را حفظ و اصلاح کرد. دورکیم باورمند بود علوم اجتماعی ادامه منطقی علوم طبیعی در قلمرو فعالیت‌های انسانی است و اصرار داشت که همان عینیت، عقل‌گرایی و رویکرد علیت را حفظ کنند. او مفهوم «واقعیات اجتماعی» عینی «از نوع خودش» را توسعه داد تا به عنوان موضوعات تجربی منحصر به فردی برای مطالعه علم جامعه‌شناسی عمل کند.
انواع اثبات‌گرایی که امروزه غالب باقی مانده است، «اثبات‌گرایی ابزاری» نامیده می‌شود. این رویکرد از نگرانی‌های معرفت‌شناختی و متافیزیکی (مانند ماهیت واقعیات اجتماعی) به نفع وضوح روش‌شناختی، بازتولیدپذیری، قابلیت اعتماد (پایایی) و روایی اجتناب می‌کند. این اثبات‌گرایی کم و بیش مترادف با پژوهش کمی است و بنابراین در عمل فقط شبیه اثبات‌گرایی قدیمی‌تر است. از آنجایی که هیچ تعهد فلسفی صریحی ندارد، ممکن است دست‌اندرکاران آن به هیچ مکتب فکری خاصی تعلق نداشته باشند. جامعه‌شناسی مدرن از این نوع اغلب به پل لازارسفلد نسبت داده می‌شود، که پیشگام مطالعات پیمایشی در مقیاس بزرگ بود و تکنیک‌های آماری را برای تجزیه و تحلیل آنها توسعه داد. این رویکرد خود را به آن چیزی نشان می‌دهد که رابرت کی. مرتن، نظریه برد متوسط می‌خواند: گزاره‌های انتزاعی که به جای شروع با یک ایده انتزاعی از یک کل اجتماعی، از فرضیه‌های جدا شده و قانونمندی‌های تجربی تعمیم می‌دهند.

#### ضد اثبات‌گرایی

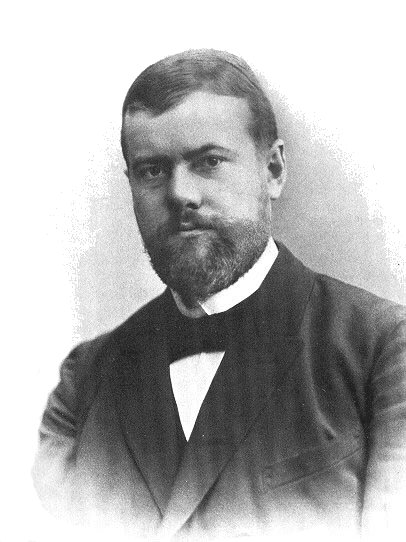
ماکس وبر(۱۹۲۰–۱۸۶۴)

فیلسوف آلمانی هگل معرفت‌شناسی تجربه‌گرای سنتی را که آن را غیر انتقادی رد می‌کرد و جبرگرایی را که بیش از حد مکانیکی می‌نگرید، نقد کرد.: 169  روش‌شناسی کارل مارکس از دیالکتیک‌گرایی هگلی وام گرفته شده است ولی همچنین اثبات‌گرایی را به نفع تحلیل انتقادی رد می‌کند. به دنبال تکمیل کسب تجربی «واقعیات» با حذف توهمات است.: 202–3  او باورمند بود که ظواهر نیاز به نقد دارند نه اینکه صرفاً مستندسازی شوند. هرمنوتیک‌گرایان اولیه مانند ویلهلم دیلتای پیشگام تمایز بین علوم طبیعی با ('علوم انسانی' و اجتماعی) بودند.
فیلسوفان مختلف نوکانتی، پدیدارشناسان و دانشمندان بشر بیشتر نظریه‌پردازی کردند که چگونه تحلیل جهان اجتماعی با جهان طبیعی به دلیل جنبه‌های پیچیده غیرقابل تقلیل جامعه انسانی، فرهنگ و هستی متفاوت است.
در متون توسعه علوم اجتماعی و به‌ویژه جامعه‌شناسی ایتالیایی، مخالفت‌هایی با اولین پایه‌گذاری این رشته وجود دارد که توسط فلسفه نظری مطابق با گرایش‌های ضد علمی وجود دارد که با نقد اثبات‌گرایی و تکامل‌گرایی به بلوغ رسیده‌اند؛ بنابراین یک سنت پیشرو برای تثبیت خود تلاش می‌کند.
در آغاز سده بیستم، اولین نسل از جامعه‌شناسان آلمانی رسماً روش شناختی ضد اثبات‌گرایی را معرفی و پیشنهاد کردند که پژوهش باید روی هنجارها، ارزش‌ها، نمادها و فرآیندهای اجتماعی انسان متمرکز شود. از منظر ذهنی قاطعانه نگریسته شود. ماکس وبر استدلال می‌کرد جامعه‌شناسی ممکن است به‌طور ساده به عنوان یک علم توصیف شود زیرا قادر به شناسایی روابط علّی «کنش اجتماعی» انسان است. - به ویژه در میان «سنخ آرمانی» یا ساده‌سازی‌های فرضی پدیده‌های اجتماعی پیچیده.: 239–40 
با این حال، وبر به عنوان یک غیر اثبات‌گرا به دنبال روابطی بود که به اندازه روابطی که دانشمندان علوم طبیعی دنبال می‌کردند، «تاریخی، تغییرناپذیر یا تعمیم‌پذیر»: 241  نیستند. جامعه‌شناس آلمانی، فردیناند تونیس با کار خود در مورد «گمنشافت و گزلشافت» یعنی اجتماع و جامعه. تونیس خط مشخصی بین قلمرو مفاهیم و واقعیت کنش اجتماعی مشخص کرد: اولی را باید بدیهی و به شیوه ای قیاسی («جامعه‌شناسی محض») بررسی کرد، در حالی که دومی به صورت تجربی و استقرایی («جامعه‌شناسی کاربردی»).
[جامعه‌شناسی] … علمی است که هدف آن تفسیر «معنای کنش اجتماعی» و در نتیجه ارائه «توضیح علّی» از طریق «پیشرفت» و «پیامدها» است که تولید می‌کند. منظور از «کنش» در این تعریف، رفتار انسانی است زمانی که و به میزانی که کنشگر یا کنشگران آن را «به لحاظ ذهنی معنادار» ببینند. معنایی که به آن اشاره می‌کنیم ممکن است یکی باشد: الف) معنای واقعی مورد نظر یک عامل منفرد در یک موقعیت تاریخی خاص یا توسط تعدادی از عوامل به‌طور میانگین تقریبی در یک مجموعه معین از موارد، یا ب) معنای منسوب به عامل یا عوامل، به عنوان انواع، در نوع خالص که به صورت انتزاعی ساخته شده است. در هیچ‌یک از این دو مورد، با معیارهای متافیزیکی، نباید «معنا» را به نحوی عینی درست یا صحیح تصور کرد. این تفاوت بین علوم تجربی عمل است، مانند جامعه‌شناسی و تاریخ و هر نوع رشته «پیشین»، همانند فقه، منطق، اخلاق یا زیبایی‌شناسی که هدف آنها استخراج معنای «صحیح» یا «معتبر» از موضوع آنهاست.
ماکس وبر: «ماهیت کنش اجتماعی»، (۱۹۲۲)، ص ۷

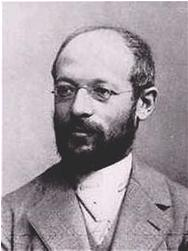
جورج زیمل(۱۹۱۷–۱۸۵۸)

هم وبر و هم جورج زیمل پیشگام روش تفهم (یا تفسیری) در علوم اجتماعی بود. فرآیندی سیستماتیک که طی آن یک ناظر بیرونی تلاش می‌کند تا با یک گروه فرهنگی خاص، یا مردم بومی، بر اساس شرایط خود و از دیدگاه خود ارتباط برقرار کند. به ویژه از طریق کار زیمل، جامعه‌شناسی ویژگی ممکنی فراتر از جمع‌آوری داده‌های اثبات‌گرایی یا نظام‌های بزرگ و جبرگرایانه حقوق ساختاری پیدا کرد. زیمل که در طول زندگی خود نسبتاً از آکادمی جامعه‌شناسی جدا شده بود، تحلیل‌های خاصی از مدرنیته ارائه کرد. بیشتر یادآور نویسندگان پدیدارشناختی و اگزیستانسیال است تا کنت یا دورکیم، و توجه خاصی به اشکال و امکانات فردیت اجتماعی دارد. جامعه‌شناسی او درگیر یک پژوهش نوکانتی در مورد محدودیت‌های ادراک بود، با این پرسش که "جامعه چیست؟"در کنایه‌ای مستقیم به پرسش کانت طبیعت چیست؟
عمیق‌ترین مسایل زندگی مدرن ناشی از تلاش فرد برای حفظ استقلال و فردیت وجودی خود در برابر قدرت‌های حاکمه جامعه، در برابر وزن میراث تاریخی و فرهنگ و تکنیک بیرونی زندگی است. تضاد نمایانگر مدرن‌ترین شکل تضادی است که انسان بدوی باید برای وجود جسمانی خود با طبیعت ادامه دهد. سده هجدهم ممکن است خواستار رهایی از تمام پیوندهایی باشد که به‌طور تاریخی در سیاست، مذهب، اخلاق و اقتصاد رشد کرده است تا اجازه دهد فضیلت طبیعی اولیه انسان، که در همه برابر است، بدون بازداری توسعه یابد. سده نوزدهم ممکن است علاوه بر آزادی انسان، فردیت او (که با تقسیم کار مرتبط است) و دستاوردهای او را که او را منحصر به فرد و ضروری می‌کند، ارتقا دهد ولی در عین حال او را بیش از پیش به فعالیت‌های مکمل دیگران وابسته می‌کند. فریدریش نیچه ممکن است مبارزه بی‌امان فرد را پیش نیاز رشد کامل خود می‌دانست، در حالی که سوسیالیسم همان چیزی را در سرکوب همه رقابت‌ها یافت. - ولی در هر یک از اینها همان انگیزه اساسی کار می‌کرد یعنی مقاومت فرد در برابر تسطیح شدن، بلعیده شدن در مکانیسم اجتماعی -تکنولوژیکی.
جورج زیمل: کلان‌شهر و زندگی ذهنی، (۱۹۰۳)

### مقدمات رشته دانشگاهی
نخستین گروه رسمی جامعه‌شناسی در جهان در سال ۱۸۹۲ توسط آلبیون وودبری اسمال - به دعوت ویلیام رینی هارپر در دانشگاه شیکاگو تأسیس شد. نشریه جامعه‌شناسی آمریکا اندکی پس از آن در سال ۱۸۹۵ نیز توسط اسمال تأسیس شد.

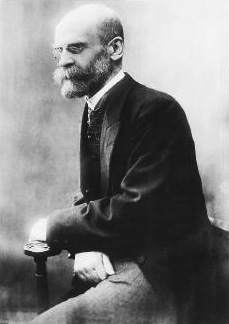
امیل دورکیم (۱۹۱۷–۱۸۵۸)

با این حال، نهادینه‌سازی جامعه‌شناسی به‌عنوان یک رشته دانشگاهی، عمدتاً توسط امیل دورکیم رهبری شد که اثبات گرایی را به‌عنوان پایه‌ای برای پژوهش اجتماعی عملی توسعه داد. در حالی که دورکیم بسیاری از جزئیات فلسفه کنت را رد کرد ولی روش آن را حفظ و اصلاح نمود و باورمند بود علوم اجتماعی ادامه منطقی علوم طبیعی در قلمرو فعالیت‌های انسانی است و اصرار داشت که تا حد ممکن رویکردهای عینیت، خردگرایی و علیت را حفظ کنند. دورکیم اولین بخش جامعه‌شناسی اروپایی را در دانشگاه بوردو در سال ۱۸۹۵ راه‌اندازی کرد و کتاب «قواعد روش جامعه‌شناسی» را در سال ۱۸۹۵ منتشر ساخت. برای دورکیم، جامعه‌شناسی را می‌توان به عنوان «علم پیدایش و کارکرد نهادها» توصیف کرد.
تک‌نگاری دورکیم در کتاب خودکشی (۱۸۹۷) توسط جامعه‌شناسان معاصر اثری اساسی در تحلیل آماری به حساب می‌آید. کتاب «خودکشی» مطالعه موردی تغییرات در میزان خودکشی در میان جمعیت‌های کاتولیک و پروتستان است و برای تمایز تحلیل جامعه‌شناختی از روان‌شناسی یا فلسفه به کار می‌رود. همچنین سهم چشمگیری در مفهوم نظری کارکردگرایی ساختاری داشت. او با بررسی دقیق آمار خودکشی در مناطق مختلف پلیس تلاش کرد تا آن را نشان دهد جوامع کاتولیک نرخ خودکشی کمتری نسبت به پروتستان‌ها دارند، چیزی که او به دلایل اجتماعی (در مقابل عوامل فردی یا روانی) نسبت داد. او مفهوم عینی «از نوع خودش»، «واقعیت‌های اجتماعی» را توسعه داد تا یک موضوع تجربی منحصر به فرد را برای مطالعه علم جامعه‌شناسی ترسیم کند. او از طریق چنین مطالعاتی اظهار داشت جامعه‌شناسی می‌تواند تعیین کند آیا هر جامعه‌ای «سالم» یا «آسیب‌شناسانه» است و به دنبال اصلاحات اجتماعی برای نفی فروپاشی ارگانیک یا «آنومی اجتماعی است».
جامعه‌شناسی به‌سرعت به‌عنوان پاسخی آکادمیک به چالش‌های مدرنیته، مانند صنعتی‌شدن، شهرنشینی، سکولارسازی و فرایند «عقلانیت تکامل یافت. این رشته در قاره اروپا غالب بود و انسان‌شناسی بریتانیا و آمار عموماً در مسیری جداگانه دنبال می‌شوند. با این حال، در آغاز سده بیستم، بسیاری از نظریه‌پردازان در جهان انگلیسی‌زبان فعال بودند. تعداد کمی از جامعه‌شناسان اولیه به‌طور دقیق به این موضوع محدود می‌شدند و با اقتصاد، فقه، روان‌شناسی و فلسفه نیز تعامل داشتند و نظریه‌هایی در زمینه‌های مختلف به کار می‌رفتند. از بدو پیدایش، معرفت‌شناسی جامعه‌شناختی، روش‌ها و چارچوب‌های پژوهش به‌طور چشمگیری گسترش یافته و از هم جدا شده است.
دورکیم، مارکس، و دیگر نظریه‌پرداز آلمانی ماکس وبر معمولاً به عنوان سه معمار اصلی جامعه‌شناسی ذکر می‌شوند. هربرت اسپنسر، ویلیام گراهام سامنر، لستر فرانک وارد، ویلیام ادوارد برگهارت دیو بویس، ویلفردو پارتو، الکسیس دو توکویل، ورنر زمبارت، تورشتاین وبلن، فردیناند تونیس، جورج زیمل، جین آدامز و کارل مانهایم اغلب در برنامه‌های درسی دانشگاهی به عنوان نظریه‌پردازان بنیانگذار گنجانده شده‌اند. برنامه‌های درسی ممکن است شامل شارلوت پرکینز گیلمن، ماریان وبر، هریت مارتینو و فریدریش انگلس به عنوان بنیانگذاران سنت فمینیستی در جامعه‌شناسی باشد. هر چهره کلیدی با دیدگاه و جهت‌گیری نظری خاصی همراه است.
مارکس و انگلس ظهور جامعه مدرن را بیش از هر چیز با توسعه سرمایه‌داری مرتبط می‌دانند. از نظر دورکیم این امر به ویژه با صنعتی شدن و تقسیم کار اجتماعی جدید مرتبط بود که این امر به وجود آمد. از نظر وبر، این امر با ظهور یک روش متمایز از تفکر، محاسبه عقلانی ارتباط داشت که او با اخلاق پروتستانی مرتبط می‌دانست. (کم و بیش چیزی که مارکس و انگلس در قالب آن «امواج یخی محاسبات خودپرستانه» از آن صحبت می‌کنند) گیدنز اخیراً آثار این جامعه‌شناسان کلاسیک بزرگ را در کنار هم، «نگاهی چند بعدی به نهادهای مدرنیته» توصیف کرده است. که نه تنها بر سرمایه‌داری و صنعت‌گرایی به عنوان نهادهای کلیدی مدرنیته تأکید می‌کند، بلکه بر «نظارت» (به معنای «کنترل اطلاعات و نظارت اجتماعی») و «قدرت نظامی» (کنترل ابزار خشونت در زمینه صنعتی شدن جنگ) تأکید می‌کند.
جان هریس: دومین تحول بزرگ؟ سرمایه‌داری در پایان سده بیستم، ۱۹۹۲

#### توسعه‌های بیشتر

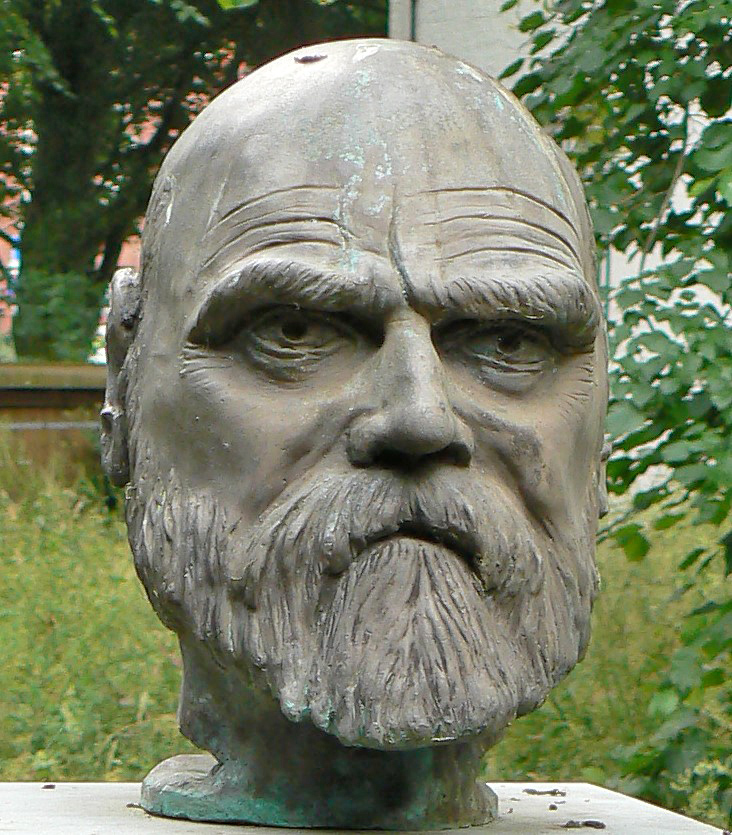
سردیس از فردیناند تونیس در هوسوم، آلمان

نخستین دوره دانشکدهٔ «جامعه‌شناسی» در ایالات متحده در دانشگاه ییل در سال ۱۸۷۵ توسط ویلیام گراهام سامنر تدریس شد. در سال ۱۸۸۳ لستر فرانک وارد که بعدها اولین رئیس انجمن جامعه‌شناسی آمریکا (ASA) شد، با حمله به جامعه‌شناسی آزاد هربرت اسپنسر و سامنر، کتاب «جامعه‌شناسی پویا – یا علوم اجتماعی کاربردی را بر اساس جامعه‌شناسی ایستا و علوم کمتر پیچیده» منتشر کرد. کتاب ۱۲۰۰ صفحه‌ای وارد به عنوان منبع اصلی در بسیاری از دوره‌های اولیه جامعه‌شناسی آمریکا مورد استفاده قرار گرفت. در سال ۱۸۹۰، قدیمی‌ترین دوره مستمر آمریکایی در سنت مدرن در دانشگاه کانزاس با سخنرانی فرانک ویلسون بلکمار آغاز شد. گروه جامعه‌شناسی در دانشگاه شیکاگو در سال ۱۸۹۲ توسط آلبیون وودبری اسمال تأسیس شد که نخستین کتاب درسی جامعه‌شناسی را با نام مقدمه‌ای بر مطالعه جامعه در سال ۱۸۹۴ منتشر کرد. جورج هربرت مید و چارلز کولی که در سال ۱۸۹۱ در دانشگاه میشیگان (با جان دیویی) مراوده داشتند، در سال ۱۸۹۴ به شیکاگو نقل مکان کردند. تأثیر آنها منجر به پیدایش روان‌شناسی اجتماعی و کنش متقابل  نمادین مکتب شیکاگو شد.«نشریه جامعه‌شناسی آمریکا» در سال ۱۸۹۵ و پس از آن ASA در سال ۱۹۰۵ تأسیس و منتشر شد.
«کانون کلاسیک» جامعه‌شناختی با صدرنشینی امیل دورکیم و ماکس وبر تا حدی مدیون تالکوت پارسونز است که هر دو را به مخاطبان آمریکایی معرفی نمود. پارسونز سنت جامعه‌شناختی را تحکیم بخشید و دستور کار جامعه‌شناسی آمریکایی را در نقطه‌ای تنظیم کرد که سریع‌ترین رشد انضباطی آن را داشت. جامعه‌شناسی در ایالات متحده از نظر تاریخی کمتر از همتای اروپایی خود تحت تأثیر مارکسیسم بود و تا به امروز به‌طور گسترده‌ای در رویکرد آماری خود باقی مانده است.
نخستین گروه جامعه‌شناسی که در بریتانیا تأسیس شد به سال ۱۹۰۴ برمی‌گردد که در مدرسه اقتصاد لندن و علوم سیاسی (محل مجله جامعه‌شناسی بریتانیا) پای‌گذاری شد. لئونارد هابهاوس و ادوارد وسترمارک در سال ۱۹۰۷ مدرس این رشته در دانشگاه لندن شدند. از هریت مارتینو، مترجم انگلیسی آثار کنت، به عنوان اولین جامعه‌شناس زن نام برده شده است. در سال ۱۹۰۹ در آلمان، انجمن جامعه‌شناسی آلمان توسط فردیناند تونیس و ماکس وبر و دیگران تأسیس شد. وبر در سال ۱۹۱۹ نخستین بخش جامعه‌شناسی را در دانشگاه لودویگ ماکسیمیلیان مونیخ در آلمان با ارائه یک جامعه‌شناسی ضد اثبات‌گرایی جدید تأسیس کرد. در سال ۱۹۲۰ در لهستان، فلوریان زنانیتسکی نخستین بخش جامعه‌شناسی در لهستان را راه‌اندازی کرد. «مؤسسه تحقیقات اجتماعی» در دانشگاه گوته فرانکفورت (که بعدها به مکتب فرانکفورت نظریه انتقادی تبدیل شد) در سال ۱۹۲۳ تأسیس گردید. همکاری بین‌المللی در جامعه‌شناسی در سال ۱۸۹۳ آغاز شد، زمانی که رنه ورمز (۸ دسامبر ۱۸۶۹–۱۲ فوریه ۱۹۲۶) حسابرس فرانسوی مؤسسه بین‌المللی جامعه‌شناسی» را تأسیس نمود، مؤسسه‌ای که بعدها توسط انجمن بین‌المللی جامعه‌شناسی (ISA) که در سال ۱۹۴۹ تأسیس شد، تحت‌الشعاع قرار گرفت.

## سنت‌های نظری

### نظریه کلاسیک
رشته معاصر جامعه‌شناسی از لحاظ نظری چند پارادایمی است مطابق با استدلال‌های نظریه اجتماعی کلاسیک. رندال کالینز نظریه جامعه‌شناختی که به خوبی استناد شده است به‌طور عطف به ماسبق، نظریه پردازان مختلف را متعلق به چهار سنت نظری می‌داند: کارکردگرایی، تضاد، کنش متقابل نمادین و فایده‌گرایی.
بر این اساس، نظریه جامعه‌شناسی مدرن عمدتاً از رویکردهای کارکردگرا (دورکیم) و تضاد (مارکس و وبر) به ساختار اجتماعی، و همچنین از رویکردهای کنش متقابل نمادین به نظریه کنش متقابل اجتماعی، مانند ساختاری در سطح خرد (جورج زیمل) سرچشمه می‌گیرد) و دیدگاه پراگماتیست (جورج هربرت مید، چارلز کولی)؛ فایده‌گرایی (مشهور به نظریه انتخاب عقلانی یا نظریه مبادله اجتماعی)، اگرچه اغلب با اقتصاد مرتبط است، یک سنت تثبیت شده در نظریه جامعه‌شناختی است.
در نهایت، همان‌طور که توسط ریوین کانل، سنتی که اغلب فراموش می‌شود سنت داروینیسم اجتماعی است که منطق تکامل بیولوژیکی داروینی را برای مردم و جوامع اعمال می‌کند. این سنت اغلب با کارکردگرایی کلاسیک همسو است و زمانی موضع نظری غالب در جامعه‌شناسی آمریکایی بود.ح. 1881 – c. 1915, با چندین بنیانگذار جامعه‌شناسی، در درجه اول هربرت اسپنسر، لستر فرانک وارد و ویلیام گراهام سامنر مرتبط است.
نظریه جامعه‌شناسی معاصر ردپایی از هر یک از این سنت‌ها را حفظ کرده است و به هیچ وجه متقابل نیستند.

#### کارکردگرایی
یک پارادایم تاریخی گسترده هم در جامعه‌شناسی و هم در انسان‌شناسی است، کارکردگرایی به ساختار اجتماعی - که توسط نظریه‌پردازان کلاسیک به عنوان سازمان اجتماعی یاد می‌شود - با توجه به کل و همچنین موارد ضروری می‌پردازد. عملکرد عناصر تشکیل دهنده کل یک قیاس رایج (که توسط هربرت اسپنسر متداول شده است) این است که هنجارها و نهادها را به‌عنوان «ارگان‌هایی» در نظر بگیریم که در جهت عملکرد صحیح کل «پیکر» جامعه کار می‌کنند. این دیدگاه در اثبات‌گرایی اولیه جامعه‌شناختی کنت مستتر بود ولی با توجه به قوانین ساختاری قابل مشاهده، کاملاً توسط دورکیم نظریه‌پردازی شد.
کارکردگرایی همچنین در کار نظریه‌پردازانی مانند مارسل موس، برونیسلاو مالینوفسکی و آلفرد رادکلیف براون مبنایی انسان‌شناختی دارد. در کاربرد خاص دومی است که با پیشوند «ساختاری» پدیدار شد. نظریه کارکردگرایی کلاسیک عموماً با گرایش به قیاس بیولوژیکی و مفاهیم تکامل‌گرایی اجتماعی متحد می‌شود، به این صورت که شکل اساسی جامعه در پیچیدگی افزایش می‌یابد و آن اشکال سازمان اجتماعی که همبستگی را ترویج می‌کنند، سرانجام بر بی‌سازمانی اجتماعی غلبه می‌کنند. همان‌طور که آنتونی گیدنز می‌گوید:
تفکر کارکردگرا، از کنت به بعد، به‌ویژه به زیست‌شناسی به‌عنوان علمی نگاه کرده است که نزدیک‌ترین و سازگارترین مدل را برای علوم اجتماعی ارائه می‌کند، زیست‌شناسی برای ارائه راهنمای مفهوم‌سازی ساختار و عملکرد نظام‌های اجتماعی و تجزیه و تحلیل فرآیندهای تکامل از طریق مکانیسم‌های سازگاری اتخاذ شده است. کارکردگرایی به شدت بر برتری جهان اجتماعی بر اجزای منفرد آن (یعنی بازیگران سازنده آن، سوژه‌های انسانی) تأکید می‌کند.

#### نظریه تضاد
نظریه‌های کارکردگرا بر «نظام‌های منسجم» تأکید می‌کنند و اغلب با «نظریه‌های تضاد» که نظام اجتماعی - سیاسی فراگیر را نقد می‌کنند یا بر نابرابری بین گروه‌های خاص تأکید می‌کنند، در تقابل قرار می‌گیرند. نقل قول‌های زیر از دورکیم: و مارکس تجسم نابرابری‌های سیاسی و همچنین نظری بین تفکر کارکردگرا و تضاد به ترتیب:
هدف‌گذاری برای تمدنی فراتر از تمدنی که توسط پیوند محیط اطراف ممکن شده است، منجر به بیماری رها شدنی در جامعه ای که در آن زندگی می‌کنیم، خواهد شد. تضعیف سلامت.
امیل دورکیم: درباره تقسیم کار اجتماعی، [۱۸۹۳]
تاریخ تمام جوامعی که تاکنون وجود داشته، تاریخ مبارزات طبقاتی است. آزاده و برده، پاتریسین و پلبی، ارباب و رعیت، استادکار و کاردان، در یک کلمه، ستمگر و ستمدیده، در تقابل دائمی با یکدیگر ایستادند، مبارزه ای بی وقفه، اکنون پنهان، اکنون آشکار، مبارزه‌ای که هر بار به پایان می‌رسید، یا به بازسازی انقلابی جامعه در کل، یا در ویرانی مشترک طبقات متخاصم.
کارل مارکس و فریدریش انگلس|مانیفست حزب کمونیست، [۱۸۴۸]

#### کنش متقابل نمادین

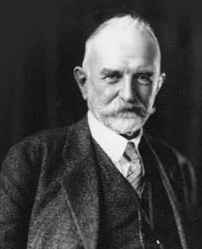
جورج هربرت مید، یکی از بانفوذترین جامعه‌شناسان معاصر آمریکایی

کنش متقابل نمادین - اغلب با کنش متقابل‌گرایی، پدیدارشناسی، نمایشی، تفسیرگرایی - یک رویکرد جامعه‌شناختی است که بر معانی ذهنی و آشکار شدن تجربی فرآیندهای اجتماعی تأکید می‌کند که عموماً از طریق تحلیل خرد قابل دسترسی است. این سنت در مکتب شیکاگو دهه‌های ۱۹۲۰ و ۱۹۳۰ ظهور کرد که پیش از جنگ جهانی دوم «مرکز پژوهش‌های جامعه‌شناسی و تحصیلات تکمیلی» بود. این رویکرد بر ایجاد چارچوبی برای ساختن نظریه ای متمرکز است که جامعه را محصول تعاملات روزمره افراد می‌داند. جامعه چیزی نیست جز واقعیت مشترکی که مردم در تعامل با یکدیگر می‌سازند. این رویکرد افراد را در حال تعامل در محیط‌های بی‌شماری با استفاده از ارتباطات نمادین برای انجام وظایف در دست می‌بیند؛ بنابراین، جامعه موزاییکی پیچیده و دائماً در حال تغییر از معانی ذهنی است.: 19  برخی از منتقدان استدلال می‌کنند این رویکرد فقط به آنچه در یک جایگاه اجتماعی خاص روی می‌دهد نگاه می‌کند و تأثیراتی را نادیده می‌گیرد که فرهنگ، نژاد یا جنسیت (یعنی ساختارهای اجتماعی - تاریخی) ممکن است در آن موقعیت داشته باشد. برخی از جامعه‌شناسان مهم مرتبط با این رویکرد عبارتند از ماکس وبر، جورج هربرت مید، اروینگ گافمن، جورج هومنز و پیتر بلاو. همچنین در این سنت است که رویکرد رادیکال - تجربی انسان‌شناسی از کار هارولد گارفینکل پدیدار می‌شود.

#### فایده‌گرایی
فایده‌گرایی اغلب به عنوان نظریه مبادله اجتماعی یا نظریه انتخاب عقلانی در زمینه جامعه‌شناسی شناخته می‌شود. این سنت تمایل دارد به عاملیت کنشگران عقلانی فردی امتیاز دهد و فرض می‌کند افراد در تعاملات همیشه به دنبال حداکثر کردن منافع شخصی خود هستند. همان‌طور که توسط جاش ویتفورد استدلال می‌شود، کنشگران منطقی دارای چهار عنصر اساسی فرض می‌شوند:
1. دانش جایگزین‌ها؛
2. دانش یا باورهایی در مورد پیامدهای جایگزین‌های مختلف؛
3. ترتیب اولویت‌ها نسبت به نتایج؛ و
4. یک قانون تصمیم‌گیری، برای انتخاب از بین گزینه‌های ممکن.

نظریه مبادله به‌طور خاص به کار جورج هومنز، پیتر بلاو و ریچارد امرسون نسبت داده می‌شود. جامعه‌شناسان سازمانی جیمز جی. مارچ و هربرت الکساندر سایمون خاطر نشان کردند که عقلانیت یک فرد توسط زمینه یا محیط سازمانی محدود می‌شود. دیدگاه فایده‌گرایانه در جامعه‌شناسی، به‌ویژه در اواخر سده بیستم با کار رئیس سابق انجمن جامعه‌شناسی آمریکا جیمز ساموئل کلمن احیا شد.

### نظریه اجتماعی سده بیستم
به دنبال افول نظریه‌های تکامل اجتماعی-فرهنگی در ایالات متحده، اندیشه کنش متقابل‌گرایانه مکتب شیکاگو بر جامعه‌شناسی آمریکا مسلط شد. همان‌طور که انسلم استراوس توضیح می‌دهد: ما فکر نمی‌کردیم که کنش متقابل نمادین یک دیدگاه در جامعه‌شناسی باشد، ما فکر می‌کردیم جامعه‌شناسی است. علاوه بر این، پراگماتیسم فلسفی و روان‌شناختی این سنت را پایه‌گذاری کرد. پس از جنگ جهانی دوم، جریان اصلی جامعه‌شناسی با پژوهش و بررسی پل لازارسفلد در دانشگاه کلمبیا و نظریه‌پردازی کلی پیتیریم سوروکین و به دنبال آن تالکوت پارسونز در دانشگاه هاروارد ادامه یافت. در نهایت، «شکست دپارتمان‌های شیکاگو، کلمبیا و ویسکانسین [جامعه‌شناسی] در ایجاد تعداد چشمگیری از دانشجویان دانش‌آموخته علاقمند و متعهد به نظریه عمومی در سال‌های ۱۹۳۶–۱۹۴۵ به نفع بخش هاروارد بود.» هنگامی که پارسونز بر نظریه عمومی تسلط پیدا کرد، عمدتاً به جامعه‌شناسی اروپایی ارجاع می‌داد - تقریباً به‌طور کامل استناد به سنت آمریکایی تکامل اجتماعی-فرهنگی و همچنین عمل‌گرایی حذف شد. علاوه بر تجدید نظر پارسونز در قانون جامعه‌شناختی (که شامل مارشال، پارتو، وبر و دورکیم می‌شد)، فقدان چالش‌های نظری از سوی بخش‌های دیگر سبب رشد جنبش ساختاری-کارکردگرایی پارسونز شد که در دهه ۱۹۵۰ به اوج خود رسید ولی در دهه ۱۹۶۰ به‌شدت افول کرد.
در دهه ۱۹۸۰، اکثر دیدگاه‌های کارکردگرایی در اروپا به‌طور گسترده با رویکردهای نظریه تضاد جایگزین شدند. و برای بسیاری از افراد در این رشته، کارکردگرایی مثل یک دودو مرده در نظر گرفته شد: به گفته آنتونی گیدنز:
اجماع ارتدکس در اواخر دهه ۱۹۶۰ و ۱۹۷۰ خاتمه یافت، زیرا نقطه میانی مشترک با دیدگاه‌های رقیب دیگر جای خود را گرفت و با انواع گیج کننده از دیدگاه‌های رقیب جایگزین شد. این سومین «نسل» نظریه اجتماعی شامل رویکردهای الهام گرفته از پدیدارشناسی، نظریه انتقادی، روش‌شناسی مردمی، کنش متقابل نمادین، ساختارگرایی، پساساختارگرایی، و نظریه‌های نوشته شده در سنت هرمنوتیک و معمولی فلسفه زبان.

#### پکس ویسکانسانا
در حالی که برخی از رویکردهای تضاد نیز در ایالات متحده محبوبیت یافتند، در عوض، جریان اصلی این رشته به سوی انواع نظریه‌های برد متوسط جهت‌گیری تجربی، بدون جهت‌گیری نظری فراگیر، یا «کلان» تغییر کرد. جان لوی مارتین از این عصر طلایی وحدت روش شناختی و آرامش نظری به عنوان پکس ویسکانسانا یاد می‌کند، همان‌طور که ترکیب گروه جامعه‌شناسی در دانشگاه ویسکانسین-مدیسون را منعکس می‌کند: دانشمندان متعددی که با اختلاف کمی روی طرح‌های جداگانه کار می‌کنند. عمر لیزاردو، پکس ویسکانسانا را به عنوان یک راه حل با طعم غرب متوسط، مرتونی جنگ‌های نظریه / روش توصیف می‌کند که در آن [جامعه‌شناسان] همگی روی حداقل دو فرضیه کاری توافق داشتند: ۱. نظریه کلان اتلاف وقت است و ۲. نظریه خوب باید خوب باشد که با آن فکر کنید یا در سطل زباله فرورود. علیرغم بیزاری از نظریه کلان در نیمه دوم سده بیستم، چندین سنت جدید ظهور کرده است که ترکیبات مختلفی را پیشنهاد می‌کند: ساختارگرایی، پساساختارگرایی، جامعه‌شناسی فرهنگی و نظریه سیستم‌ها.

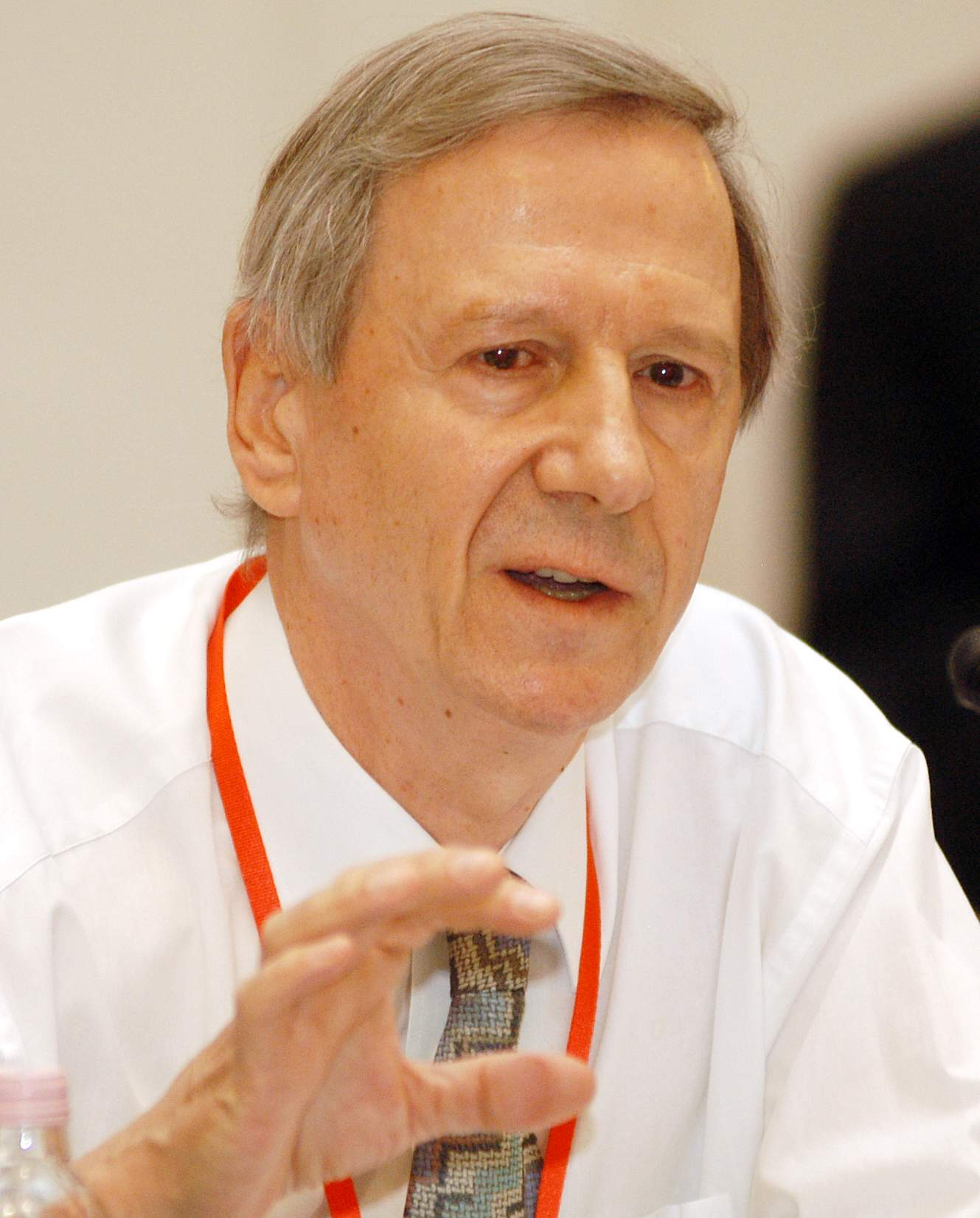
آنتونی گیدنز (زادهٔ ۱۸ ژانویه ۱۹۳۸)

#### ساختارگرایی
جنبش ساختارگرایی اساساً برگرفته از آثار دورکیم است که توسط دو پژوهشگر اروپایی تفسیر شده است: آنتونی گیدنز، جامعه‌شناس که نظریه ساختاربندی او بر نظریه زبان‌شناسی فردیناند دو سوسور و کلود لوی استروس، انسان‌شناس تکیه می‌کند. در این زمینه، «ساختار» به «ساختار اجتماعی» اشاره نمی‌کند بلکه به درک نشانه‌شناختی فرهنگ انسانی به عنوان یک نظام نشانه‌ها اشاره دارد.
می‌توان چهار اصل اساسی ساختارگرایی را مشخص کرد:
1. ساختار چیزی است که ساختار یک کل را تعیین می‌کند.
2. ساختارگرایان باورمندند هر نظامی، ساختاری دارد.
3. ساختارگرایان به قوانین «ساختاری» علاقمند هستند که به جای تغییرات، با همزیستی سروکار دارند.
4. ساختارها چیزهای واقعی در زیر سطح یا ظاهر معنا هستند.

سنت دوم تفکر ساختارگرایانه، همزمان با گیدنز، از مکتب آمریکایی تحلیل شبکه‌های اجتماعی در دهه‌های ۱۹۷۰ و ۱۹۸۰ توسط گروه روابط اجتماعی هاروارد به رهبری هریسون وایت و شاگردانش پدیدار شد. این سنت تفکر ساختارگرایانه استدلال می‌کند ساختار اجتماعی به جای نشانه‌شناسی، شبکه‌هایی از روابط اجتماعی الگو است. این مکتب فکری از مفاهیم ساختار استفاده می‌کند که توسط انسان‌شناس معاصر، لوی استروس و رادکلیف براون نظریه‌پردازی شده است. برخی از آن به عنوان «ساختارگرایی شبکه‌ای» یاد کنید و آن را برابر با «ساختارگرایی بریتانیایی» در برابر «ساختارگرایی فرانسوی» لوی استروس قرار دهید.

#### پساساختارگرایی
اندیشه پساساختارگرایی در ساخت نظریه اجتماعی به رد فرضیات «اومانیستی» تمایل داشته است. میشل فوکو در کتاب «الفاظ و اشیا: باستان‌شناسی علوم انسانی» نقد مهمی ارائه می‌کند، هرچند یورگن هابرماس (۱۹۸۶) و ریچارد رورتی (۱۹۸۶) هر دو استدلال کرده‌اند فوکو صرفاً چنین نظام فکری را با دیگری جایگزین می‌کند. گفت‌وگو بین این روشنفکران، روندی را در سال‌های اخیر نشان می‌دهد که در آن مکاتب خاصی از جامعه‌شناسی و فلسفه با هم تلاقی می‌کنند. موضع ضد اومانیست با نظریه «پست مدرنیسم» مرتبط است، اصطلاحی که در زمینه‌های خاص برای توصیف یک «عصر» یا «پدیده» استفاده می‌شود ولی گاهی به عنوان یک «روش» تعبیر می‌شود.

## مسایل نظری مرکزی
در مجموع، در مورد مسایل محوری نظریه جامعه‌شناسی، که عمدتاً از سنت‌های نظری کلاسیک به ارث رسیده‌اند، اجماع قوی وجود دارد. این اجماع چنین است: چگونه می‌توان سه دوگانگی «بزرگ» زیر را پیوند داد، فراتر رفت یا کنار آمد:
1. عینی‌گرایی و ذهنی‌گرایی، که با دانش سروکار دارند؛
2. ساختار و عاملیت، که با کنش سروکار دارند؛ و
3. همزمانی و درزمانی که با زمان سروکار دارند.

در نهایت، نظریه جامعه‌شناسی اغلب با مسئله یکپارچه‌سازی یا فراتر رفتن از شکاف بین پدیده‌های اجتماعی خرد، میانی و کلان دست و پنجه نرم می‌کند که زیرمجموعه‌ای از هر سه مسئله اصلی است.

### ذهنیت و عینیت
مسئله ذهنیت و عینیت را می‌توان به دو بخش تقسیم کرد: نگرانی در مورد امکانات عمومی کنش‌های اجتماعی، و مشکل خاص دانش علمی اجتماعی. در حالت اول، امر ذهنی اغلب (اگرچه نه لزوما) با فرد، و مقاصد و تفاسیر فرد از عینی برابر می‌شود. هدف غالباً هر اقدام یا نتیجه عمومی یا خارجی در نظر گرفته می‌شود، که به اندازه جامعه است؛ بنابراین، یک سؤال اولیه برای نظریه‌پردازان اجتماعی این است که چگونه دانش در طول زنجیره ذهنی- عینی- ذهنی بازتولید می‌شود، یعنی می‌گویند: چگونه بین الاذهانی به دست می‌آید؟ در حالی که، از نظر تاریخی، روش‌های کیفی سعی کرده‌اند تفاسیر ذهنی را از بین ببرند، روش‌های پیمایش کمی نیز تلاش می‌کنند تا ذهنیت‌های فردی را به تصویر بکشند. همچنین، برخی از روش‌های کیفی رویکردی ریشه‌ای به توصیف عینی دارند درون‌جا.
توجه اخیر به دانش علمی از این واقعیت ناشی می‌شود که یک جامعه‌شناس بخشی از همان موضوعی است که به دنبال توضیح آن هستند، همان‌طور که بوردیو توضیح می‌دهد:
 جامعه‌شناس چگونه می‌تواند در عمل این تردید رادیکال را تحت تأثیر قرار دهد که برای کنار گذاشتن همه پیش‌فرض‌های ذاتی این واقعیت که او موجودی اجتماعی است، و بنابراین اجتماعی شده است و در آن جهان اجتماعی احساس «مثل ماهی در آب» می‌کند، ضروری است. ساختارهایی که او درونی کرده است؟ او چگونه می‌تواند از طریق این عملیات‌ها یا عملیات‌های خودآگاهانه که از خود بی‌خبر هستند و او سوژهٔ آشکار آن‌هاست، از انجام ساختن ابژه، به یک معنا، از طریق او، خود جهان اجتماعی جلوگیری کند. پیر بوردیو— مسئله جامعه‌شناسی بازتابی، دعوت به جامعه‌شناسی بازتابی (۱۹۹۲)، ص ۲۳۵
ساختار و عاملیت، که گاهی به عنوان جبرگرایی در برابر اراده‌گرایی نامیده می‌شود. یک بحث هستی شناختی پایدار در نظریه اجتماعی شکل می‌دهد: آیا ساختارهای اجتماعی رفتار فرد را تعیین می‌کند یا عاملیت انسانی؟ در این زمینه، عاملیت به ظرفیت افراد برای عمل مستقل و انتخاب آزاد اشاره دارد، در حالی که ساختار به عوامل محدود کننده مربوط می‌شود. یا بر انتخاب‌ها و اعمال افراد (مثلاً طبقه اجتماعی، مذهب، جنسیت، قومیت و غیره) تأثیر بگذارد. بحث بر سر تقدم ساختار یا عاملیت به هسته معرفت‌شناسی جامعه‌شناختی مربوط می‌شود (یعنی جهان اجتماعی از چه چیزی ساخته شده است؟، علت در جهان اجتماعی چیست و معلول چیست؟). یک پرسش همیشگی در این بحث، بازتولید اجتماعی است: چگونه ساختارها (مخصوصاً ساختارهای تولید نابرابری) از طریق انتخاب افراد بازتولید می‌شوند؟

### همزمانی و درزمانی
همزمانی و درزمانی (یا «ایستایی» و «پویایی») در نظریه اجتماعی، اصطلاحاتی هستند که به تمایزی اشاره دارند که از طریق کار لوی استروس پدیدار شد که او نیز آن را از زبان‌شناسی فردیناند دو سوسور به ارث برده است. همزمانی لحظاتی از زمان را برای تحلیل برش می‌دهد، بنابراین تحلیلی از واقعیت اجتماعی ایستا است. از سوی دیگر، درزمانی تلاش می‌کند تا دنباله‌های پویا را تحلیل کند. به پیروی از سوسور، همزمانی به پدیده‌های اجتماعی به عنوان یک مفهوم ثابت مانند یک «زبان» اشاره می‌کند، در حالی که درزمانی به فرآیندهای آشکار مانند «گفتار» واقعی اشاره می‌کند. در مقدمه آنتونی گیدنز بر «مسایل مرکزی در نظریه اجتماعی»، او می‌نویسد «برای بیآن وابستگی متقابل کنش و ساختار… باید روابط مکانی - زمانی را درک کنیم که در ساختار همه تعاملات اجتماعی نهفته است.» و مانند ساختار و عاملیت، زمان برای بحث بازتولید اجتماعی ضروری است. از نظر جامعه‌شناسی، جامعه‌شناسی تاریخی اغلب برای تحلیل زندگی اجتماعی به‌عنوان درزمانی موقعیت بهتری دارد، در حالی که پژوهش‌های پیمایشی، تصویری فوری از زندگی اجتماعی می‌گیرد و بنابراین برای درک زندگی اجتماعی به‌عنوان هم‌زمان مجهزتر است. برخی استدلال می‌کنند همزمانی ساختار اجتماعی یک دیدگاه روش‌شناختی است تا یک ادعای هستی‌شناختی. با این وجود، مسئله نظریه این است که چگونه دو شیوه ثبات و تفکر در مورد داده‌های اجتماعی را ادغام کنیم.

## روش پژوهش
روش‌های پژوهش جامعه‌شناختی را می‌توان به دو دسته کلی، هرچند اغلب مکمل، تقسیم کرد:
- طرح‌های کیفی بر درک پدیده‌های اجتماعی از طریق مشاهده مستقیم، ارتباط با شرکت‌کنندگان یا تجزیه و تحلیل متون تأکید می‌کند و ممکن است بر دقت زمینه‌ای و ذهنی بر کلیت تأکید کند.
- طراحی‌های کمی از طریق شواهد قابل سنجش به پدیده‌های اجتماعی می‌پردازد، و اغلب به تجزیه و تحلیل آماری بسیاری از موارد (یا درمان‌های عمد طراحی شده در یک آزمایش) برای ایجاد ادعاهای عمومی معتبر و قابل اعتماد تکیه می‌کند.

جامعه‌شناسان اغلب به اردوگاه‌های حمایت از تکنیک‌های پژوهشی خاص تقسیم می‌شوند. این اختلافات به بحث‌های معرفتی در هسته تاریخی نظریه اجتماعی مربوط می‌شود. در حالی که در بسیاری از جنبه‌ها بسیار متفاوت است، هر دو رویکرد کیفی و کمی شامل یک تعامل سیستماتیک بین نظریه و داده‌ها هستند. روش‌شناسی کمی در جامعه‌شناسی، به ویژه در ایالات متحده، جایگاه غالب را دارد. در دو مجله پراستناد این رشته، مقالات کمی از نظر تاریخی به میزان دو برابر از مقالات کیفی بیشتر بوده‌اند. (از طرف دیگر اکثر مقالات منتشر شده در بزرگ‌ترین مجله بریتانیایی کیفی هستند) اکثر کتاب‌های درسی روش‌شناسی پژوهش اجتماعی از دیدگاه کمی نوشته شده‌اند. و خود اصطلاح «روش‌شناسی» اغلب مترادف با «آمار» استفاده می‌شود. عملاً تمام برنامه‌های دکتری جامعه‌شناسی در ایالات متحده نیاز به آموزش در روش‌های آماری دارند. کار تولید شده توسط محققان کمی نیز توسط عموم مردم «قابل اعتماد» و «بی طرفانه» تلقی می‌شود. اگرچه این قضاوت همچنان توسط ضد اثبات گرایان چالش کشیده می‌شود.
انتخاب روش اغلب تا حد زیادی به آنچه پژوهشگر قصد بررسی آن را دارد بستگی دارد. برای مثال، پژوهشگری که درگیر ترسیم یک تعمیم آماری در کل جامعه است، ممکن است یک پرسشنامه نظرسنجی را برای یک جامعه نمونه نماینده اجرا کند. در مقابل، پژوهشگری که به دنبال درک زمینه‌ای کامل از کنش اجتماعی یک فرد است، ممکن است مصاحبه‌های قوم‌نگاری مشاهده همراه با مشارکت یا مصاحبه‌های باز را انتخاب کند. مطالعات معمولاً روش‌های کمی «و» کیفی «مثلثی» را به عنوان بخشی از طراحی «چند استراتژی» ترکیب می‌کنند. به عنوان مثال، ممکن است یک مطالعه کمی برای به دست آوردن الگوهای آماری روی یک نمونه هدف انجام شود و سپس با یک مصاحبه کیفی برای تعیین بازی عاملیت ترکیب شود.

### نمونه‌گیری

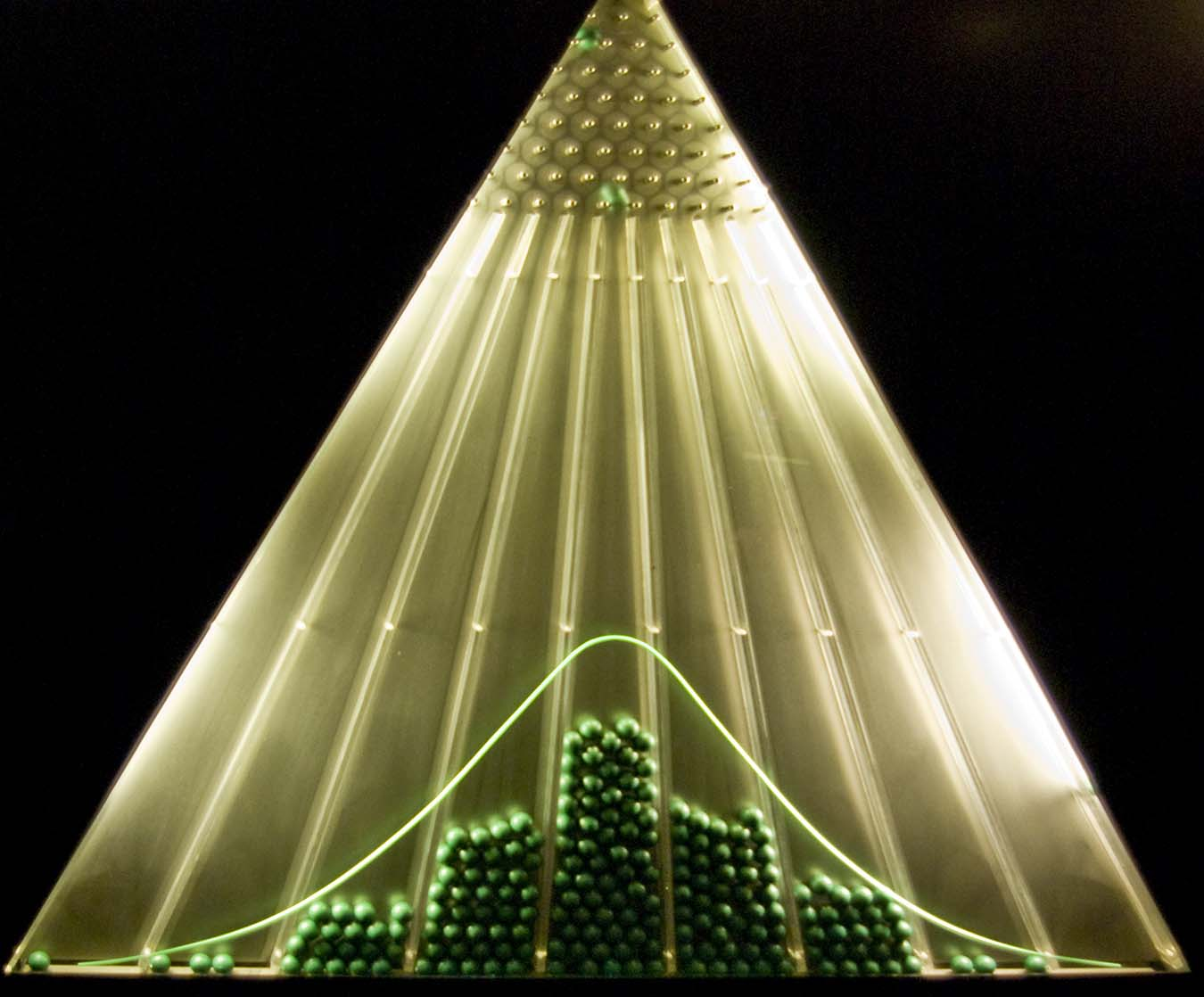
ماشین لوبیا، طراحی شده توسط روش‌شناس پژوهش‌های اجتماعی اولیه سر فرانسیس گالتون برای بیان توزیع نرمال، که از نظر کمی آزمون فرض آماری بسیار مهم است.

روش‌های کمی اغلب برای پرسیدن پرسش‌هایی در مورد جمعیتی استفاده می‌شود که بسیار زیاد است که سرشماری یا فهرست شمارا کامل همه اعضای آن جمعیت را غیرممکن می‌سازد. سپس یک «نمونه» یک زیرمجموعه قابل مدیریت از جمعیت را تشکیل می‌دهد. در پژوهش‌های کمی، از آمار برای استخراج استنباط از این نمونه در مورد کل جامعه استفاده می‌شود. فرایند انتخاب نمونه به عنوان 'نمونه‌گیری' نامیده می‌شود. در حالی که معمولاً بهتر است نمونه‌گیری تصادفی انجام شود، نگرانی در مورد تفاوت‌های بین زیرگروه‌های خاص گاهی نیاز به نمونه‌گیری طبقه‌ای دارد. برعکس، عدم امکان نمونه‌گیری تصادفی گاهی نمونه‌گیری غیراحتمالی را ضروری می‌کند، مانند نمونه‌گیری آسان یا نمونه‌گیری گلوله برفی.

### روش‌ها
فهرست زیر از روش‌های پژوهش نه انحصاری و نه جامع است:
- پژوهش آرشیوی (یا روش تاریخی): از داده‌های ثانویه موجود در آرشیوها و سوابق تاریخی، مانند زندگی‌نامه‌ها، خاطرات، مجلات و غیره استفاده می‌کند.
- تحلیل محتوا: محتوای مصاحبه‌ها و سایر متون به‌طور سیستماتیک تجزیه و تحلیل می‌شود. اغلب داده‌ها به عنوان بخشی از رویکرد «نظریه پایه» با استفاده از نرم‌افزار تحلیل داده‌های کیفی (QDA) مانند اطلس.تی، مکس کیودا، نوو یا کودا ماینر کدگذاری می‌شوند.[۱۰۸]
- پژوهش تجربی: پژوهشگر یک فرایند اجتماعی واحد را جدا می‌کند و آن را در آزمایشگاه بازتولید می‌کند (به عنوان مثال، با ایجاد موقعیتی که در آن قضاوت‌های جنسی ناخودآگاه امکان‌پذیر است) و به دنبال تعیین اینکه آیا متغیر اجتماعی می‌تواند باعث ایجاد یا وابسته به متغیرهای دیگر شود یا نه. (به عنوان مثال، دیدن اینکه آیا احساسات افراد در مورد نقش‌های جنسیتی سنتی را می‌توان با فعال کردن کلیشه‌های جنسیتی متضاد دستکاری کرد)[۱۰۹] شرکت‌کنندگان به‌طور تصادفی گروه‌های مختلفی هستند که یا به عنوان کنترل عمل می‌کنند. به عنوان نقاط مرجع عمل می‌کنند زیرا با توجه به متغیر وابسته مورد آزمایش قرار می‌گیرند، البته بدون اینکه در معرض هیچ متغیر مستقل مورد علاقه قرار گرفته باشند - یا یک یا چند درمان دریافت کنند. تصادفی‌سازی به محقق این امکان را می‌دهد که مطمئن شود هر گونه تفاوت بین گروه‌ها نتیجه درمان است.
- مطالعه طولی: بررسی گسترده یک فرد یا گروه خاص در یک دوره زمانی طولانی.
- مشاهده: پژوهشگر با استفاده از داده‌های حواس، اطلاعاتی در مورد پدیده یا رفتار اجتماعی ثبت می‌کند. تکنیک‌های مشاهده ممکن است شامل مشارکت باشد یا نباشد. در مشاهده همراه با مشارکت، پژوهشگر وارد میدان (مثلاً یک جامعه یا محل کار) می‌شود و برای مدت طولانی در فعالیت‌های حوزه شرکت می‌کند تا درک عمیقی از آن کسب کند.[۲۴]: 42  داده‌های به دست آمده از طریق این تکنیک‌ها ممکن است به صورت کمی یا کیفی تجزیه و تحلیل شوند. در پژوهش‌های مشاهداتی، یک جامعه‌شناس ممکن است گرمایش جهانی را در بخشی از جهان که جمعیت کمتری دارد مورد مطالعه قرار دهد.
- ارزیابی برنامه روشی سیستماتیک برای جمع‌آوری، تجزیه و تحلیل و استفاده از اطلاعات برای پاسخ به پرسش‌های در مورد پروژه‌ها، سیاست‌ها و برنامه‌ها است.[۱۱۰] به ویژه در مورد اثربخشی و کارایی آنها. در هر دو بخش دولتی و خصوصی، ذینفعان اغلب می‌خواهند بدانند که آیا برنامه‌هایی که آنها تأمین مالی می‌کنند، اجرا می‌کنند، به آنها رأی می‌دهند یا به آنها اعتراض می‌کنند، اثر مورد نظر را ایجاد می‌کنند یا خیر. در حالی که ارزیابی برنامه ابتدا بر این تعریف تمرکز می‌کند، ملاحظات مهم اغلب شامل هزینه‌های برنامه برای هر شرکت کننده، چگونگی بهبود برنامه، اینکه آیا برنامه ارزشمند است، آیا جایگزین‌های بهتری وجود دارد، آیا نتایج ناخواسته ای وجود دارد یا خیر، و اهداف مناسب و مفید هستند.[۱۱۱]
- پژوهش پیمایشی: پژوهشگر داده‌ها را با استفاده از مصاحبه، پرسشنامه یا بازخورد مشابه از مجموعه ای از افراد نمونه برداری شده از یک جمعیت خاص مورد علاقه گردآوری می‌کند. موارد نظرسنجی از مصاحبه یا پرسشنامه ممکن است پایان باز یا بسته باشد.[۲۴]: 40  داده‌های حاصل از نظرسنجی‌ها معمولاً به صورت آماری در رایانه تجزیه و تحلیل می‌شوند.

### جامعه‌شناسی محاسباتی

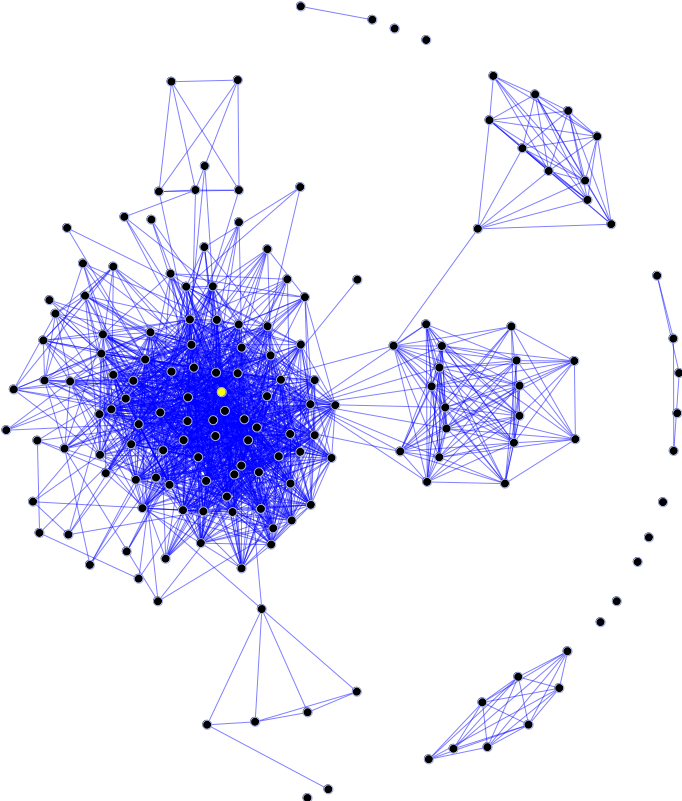
نمودار شبکه اجتماعی: افراد (یا «گره‌ها») که توسط روابط به هم متصل می‌شوند.

جامعه‌شناسان به‌طور فزاینده‌ای از روش‌های محاسباتی فشرده برای تحلیل و مدل‌سازی پدیده‌های اجتماعی استفاده می‌کنند. با استفاده از شبیه‌سازی رایانه‌ای، هوش مصنوعی، متن کاوی، روش‌های آماری پیچیده و رویکردهای تحلیلی جدید مانند تحلیل شبکه اجتماعی و تحلیل توالی اجتماعی، جامعه‌شناسی محاسباتی نظریه‌های فرآیندهای اجتماعی پیچیده را از طریق مدل‌سازی از پایین به بالا تعاملات اجتماعی توسعه و آزمایش می‌کند. اگرچه موضوع و روش‌شناسی در علوم اجتماعی با روش‌های علوم طبیعی یا علوم رایانه متفاوت است، بسیاری از رویکردهای مورد استفاده در شبیه‌سازی اجتماعی معاصر از زمینه‌هایی مانند فیزیک و هوش مصنوعی سرچشمه می‌گیرند. به همین ترتیب، برخی از رویکردهایی که در جامعه‌شناسی محاسباتی سرچشمه گرفته‌اند، به علوم طبیعی وارد شده‌اند، مانند معیارهای مرکزیت شبکه از حوزه‌های تحلیل شبکه‌های اجتماعی و علم شبکه. در ادبیات مربوط به موضوع، جامعه‌شناسی محاسباتی اغلب با مطالعه پیچیدگی اجتماعی مرتبط است. مفاهیم پیچیدگی اجتماعی مانند سامانه پیچیده، سامانه غیرخطی ارتباط متقابل بین فرآیندهای خرد و کلان، و ظهور وارد واژگان جامعه‌شناسی محاسباتی شده‌اند. یک مثال عملی و شناخته شده، ساخت یک مدل محاسباتی در قالب یک «جامعه مصنوعی» است که به وسیله آن پژوهشگران می‌توانند ساختار یک نظام اجتماعی را تحلیل کنند.

## حوزه‌ها

### فرهنگ

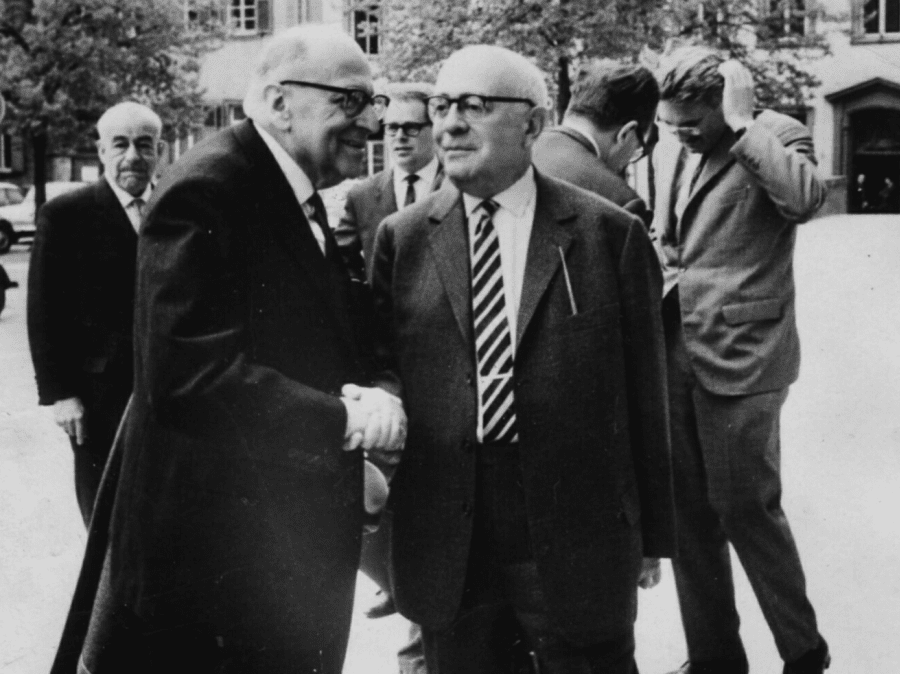
ماکس هورکهایمر (چپ، جلو)، تئودور آدورنو (راست، جلو)، و یورگن هابرماس (راست، عقب) ۱۹۶۵

رویکرد جامعه‌شناسان به فرهنگ را می‌توان به «جامعه‌شناسی فرهنگ» و «جامعه‌شناسی فرهنگی» تقسیم کرد - اصطلاحاتی که اگر چه مشابه هستند ولی کاملاً یکی نیستند. جامعه‌شناسی فرهنگ اصطلاح قدیمی‌تری است و موضوعات را کم و بیش «فرهنگی» می‌داند، برعکس، جامعه‌شناسی فرهنگی همه پدیده‌های اجتماعی را ذاتاً فرهنگی می‌داند. جامعه‌شناسی فرهنگ اغلب تلاش می‌کند تا پدیده‌های فرهنگی خاصی را به عنوان محصول فرآیندهای اجتماعی توضیح دهد، در حالی که جامعه‌شناسی فرهنگی، فرهنگ را تبیین بالقوه پدیده‌های اجتماعی می‌داند.
برای جورج زیمل فرهنگ به تزکیه افراد از طریق عاملیت اشکال بیرونی اشاره می‌کند که در طول تاریخ عینیت یافته‌اند. در حالی که نظریه‌پردازان اولیه مانند امیل دورکیم و مارسل موس در انسان‌شناسی فرهنگی اثرگذار بودند، جامعه‌شناسان فرهنگ عموماً با توجه به مدرن متمایز می‌شوند (و نه فرهنگ بدوی یا باستانی جامعه). جامعه‌شناسی فرهنگی اغلب شامل تحلیل هرمنوتیک واژه‌ها، مصنوعات و نمادها، یا مصاحبه‌های قوم‌نگاری می‌شود. با این حال، برخی از جامعه‌شناسان، به عنوان مثال، وبر و بوردیو، از تکنیک‌های تاریخی- تطبیقی یا کمی در تحلیل فرهنگ استفاده می‌کنند. این فرعی گاهی با نظریه انتقادی در رگه تئودور آدورنو، والتر بنجامین و دیگر اعضای مکتب فرانکفورت متحد می‌شود. حوزه مطالعات فرهنگی کاملاً از جامعه‌شناسی فرهنگ متمایز است. مکتب بیرمنگام نظریه‌پردازانی مانند ریچارد هوگارت و استوارت هال تقسیم بین «تولیدکنندگان» و «مصرف‌کنندگان» را زیر سؤال برد که در نظریه پیشین مشهود بود و بر متقابل بودن در تولید متون تأکید کرد. مطالعات فرهنگی بر آنست تا موضوع خود را از نظر شیوه‌های فرهنگی و رابطه آنها با قدرت بررسی کند. به عنوان مثال، مطالعه یک خرده فرهنگ (مثلاً جوانان طبقه کارگر سفیدپوست در لندن) رویه‌های اجتماعی این گروه را همان‌طوری در نظر می‌گیرد که به طبقه غالب مربوط می‌شود. چرخش فرهنگی در دهه ۱۹۶۰ در نهایت فرهنگ را در سطحی بسیار بالاتر در دستور کار جامعه‌شناسی قرار داد.

#### هنر، موسیقی و ادبیات
جامعه‌شناسی ادبیات، فیلم و هنر زیرمجموعه‌ای از جامعه‌شناسی فرهنگ است. این رشته به بررسی تولید اجتماعی اشیاء هنری و پیامدهای اجتماعی آن می‌پردازد. یک مثال قابل توجه قوانین هنر: پیدایش و ساختار حوزه ادبی، ۱۹۹۲ اثر پیر بوردیو است. هیچ‌یک از بنیانگذاران جامعه‌شناسی مطالعه دقیقی در مورد هنر انجام ندادند ولی آنها ایده‌هایی را توسعه دادند که متعاقباً توسط دیگران در ادبیات اعمال شد. نظریه ایدئولوژی مارکس توسط پیر ماشری، تری ایگلتون و فردریک جیمسون به ادبیات هدایت شد. نظریه مدرنیته وبر به‌عنوان عقلانی‌سازی فرهنگی، که او آن را در موسیقی به کار برد، بعدها توسط نویسندگانی از مکتب فرانکفورت همانند تئودور آدورنو و یورگن هابرماس در تمام هنرها، از جمله ادبیات، به کار رفت. دیدگاه دورکیم از جامعه‌شناسی به عنوان مطالعه واقعیات اجتماعی تعریف شده بیرونی توسط رابرت اسکارپیت به سمت ادبیات هدایت شد. کتاب بوردیو به وضوح مدیون مارکس، وبر و دورکیم است.

### جرم، انحراف، قانون و مجازات
جرم‌شناسان ماهیت، علل و کنترل فعالیت‌های مجرمانه را تجزیه و تحلیل می‌کنند و از روش‌هایی در سراسر جامعه‌شناسی، روان‌شناسی و علوم رفتاری استفاده می‌کنند. جامعه‌شناسی انحراف بر اعمال یا رفتارهایی تمرکز دارد که هنجارها را نقض می‌کند، از جمله نقض قوانین رسمی وضع شده (مانند جرم) و نقض قوانین غیررسمی مانند هنجارهای فرهنگی. بررسی چرایی وجود این هنجارها وظیفه جامعه‌شناسان است. چگونه آنها در طول زمان تغییر می‌کنند و نحوه اجرای آنها مفهوم بی‌سازمانی اجتماعی زمانی است که نظام‌های اجتماعی گسترده‌تر منجر به نقض هنجارها شود. به عنوان مثال، رابرت کی. مرتن نظریه گونه‌شناسی انحراف را ارائه کرد که شامل تبیین‌های علی انحراف در سطح فردی و ساختاری است.

#### جامعه‌شناسی حقوق
مطالعه حقوق نقش بسزایی در شکل‌گیری جامعه‌شناسی کلاسیک داشت. دورکیم قانون را به عنوان «نماد آشکار» همبستگی اجتماعی توصیف کرد. جامعه‌شناسی حقوق هم به زیرشاخه‌ای از جامعه‌شناسی و هم به رویکردی در حوزه مطالعات حقوقی اشاره دارد. جامعه‌شناسی حقوق رشته مطالعاتی متنوعی است که به بررسی تعامل حقوق با سایر جنبه‌های جامعه از جمله توسعه نهادهای حقوقی و تأثیر قوانین بر تغییرات اجتماعی و بالعکس می‌پردازد؛ مثلاً، یک کار اثرگذار اخیر در این زمینه بر تحلیل‌های آماری تکیه دارد تا استدلال کند افزایش زندانیان در ایالات متحده در ۳۰ سال گذشته به سبب تغییرات در قانون و پلیس است و نه افزایش جرم و اینکه این افزایش به‌طور چشمگیری به تداوم قشربندی اجتماعی نژاد کمک کرده است.

### ارتباطات و فناوری اطلاعات
جامعه‌شناسی ارتباطات و فناوری اطلاعات شامل جنبه‌های اجتماعی محاسبات، اینترنت، رسانه‌های جدید، شبکه‌های رایانه‌ای و سایر فناوری‌های ارتباطی و اطلاعاتی است.

#### اینترنت و رسانه دیجیتال
اینترنت از جنبه‌های مختلف مورد توجه جامعه‌شناسان است، بیشتر به عنوان ابزاری برای پژوهش اجتماعی و به عنوان بستری برای بحث. جامعه‌شناسی اینترنت در معنای وسیع به تجزیه و تحلیل انجمن برخط (به عنوان مثال گروه خبری، سایت‌های شبکه‌های اجتماعی) و دنیای مجازی مربوط می‌شود، به این معنا که اغلب با جامعه‌شناسی جامعه همپوشانی وجود دارد. جوامع آنلاین ممکن است از طریق تحلیل شبکه از نظر آماری مورد مطالعه قرار گیرند یا از طریق قوم‌نگاری سایبری به صورت کیفی تفسیر شوند. علاوه بر این، تغییرات سازمانی از طریق رسانه‌های جدید کاتالیز می‌شوند و در نتیجه تغییرات اجتماعی را به‌طور کلی تحت تأثیر قرار می‌دهند و شاید چارچوبی را برای تبدیل از جامعه صنعتی به جامعه اطلاعاتی فراهم سازند. یکی از متن‌های قابل توجه مانوئل کاستلز کهکشان اینترنت است که عنوان آن ارجاع بین متنی به مارشال مک‌لوهان کهکشان گوتنبرگ است. ارتباط نزدیک با جامعه‌شناسی اینترنت جامعه‌شناسی دیجیتال است که دامنه مطالعه را گسترش می‌دهد تا نه تنها به اینترنت، بلکه به تأثیر سایر رسانه‌ها و دستگاه‌های دیجیتالی نیز توجه کند که از دهه اول سده بیست و یکم ظهور کرده‌اند.

#### رسانه
مانند مطالعات فرهنگی، مطالعات رسانه‌ای رشته‌ای متمایز است که مدیون همگرایی جامعه‌شناسی و سایر علوم اجتماعی و علوم انسانی، به ویژه، نقد ادبی و نظریه انتقادی است. اگرچه نه فرایند تولید و نه نقد شکل‌های زیبایی‌شناختی در صلاحیت جامعه‌شناسان نیست، تحلیل‌های اجتماعی شدن عواملی مانند تأثیر ایدئولوژیک و پذیرش مخاطب از نظریه و روش جامعه‌شناختی نشأت می‌گیرد؛ بنابراین «جامعه‌شناسی رسانه‌ها» به خودی خود یک زیرشاخه نیست، بلکه رسانه موضوعی رایج و اغلب ضروری است.

### جامعه‌شناسی اقتصادی
اصطلاح جامعه‌شناسی اقتصادی نخستین بار توسط ویلیام استنلی جونز در سال ۱۸۷۹ استفاده شد، بعدها در آثار امیل دورکیم، وبر و زیمل بین سال‌های ۱۸۹۰ و ۱۹۲۰ به کار رفت. جامعه‌شناسی اقتصادی به عنوان رویکردی جدید برای تحلیل پدیده‌های اقتصادی با تأکید بر روابط طبقاتی و مدرنیته به عنوان یک مفهوم فلسفی پدید آمد. رابطه بین سرمایه‌داری و مدرنیته یک موضوع برجسته است که شاید به بهترین نحو در کتاب اخلاق پروتستانی و روح سرمایه‌داری ماکس وبر (۱۹۰۵) و کتاب فلسفه پول (۱۹۰۰) جورج زیمل نشان داده شده است. دوره معاصر جامعه‌شناسی اقتصادی، که با عنوان «جامعه‌شناسی اقتصادی جدید» نیز شناخته می‌شود، توسط کتاب مارک گرانوتر در سال ۱۹۸۵ با عنوان «کنش اقتصادی و ساختار اجتماعی» تثبیت شد: مسئله تعبیه. این کار مفهوم حک‌شدگی را توضیح می‌دهد که بیان می‌کند روابط اقتصادی بین افراد یا شرکت‌ها در چارچوب روابط اجتماعی موجود صورت می‌گیرد (و بنابراین توسط این روابط و همچنین ساختارهای اجتماعی بزرگتری ساختار می‌یابند که این روابط بخشی از آن هستند) تحلیل شبکه اجتماعی روش اولیه برای مطالعه این پدیده بوده است. نظریه گرانوتر در مورد  استحکام پیوندهای ضعیف و مفهوم رونالد استوارت برت حفره‌های ساختاری دو مورد از شناخته‌شده‌ترین مشارکت‌های نظری در این زمینه هستند.

#### کار، اشتغال و صنعت
جامعه‌شناسی کار یا جامعه‌شناسی صنعتی جهت‌گیری و پیامدهای روندهای فناوری تغییر، جهانی شدن، بازار کار، سازمان کار، شیوه‌های مدیریت و روابط استخدامی را بررسی می‌کند تا حدی که این روندها با تغییر الگوهای نابرابری در جوامع مدرن و تجارب در حال تغییر افراد و خانواده‌ها ارتباط تنگاتنگی دارند، راه‌هایی که کارگران به چالش می‌کشند، مقاومت می‌کنند و سهم خود را در الگوسازی کار و شکل‌دهی نهادهای کاری انجام می‌دهند.

### آموزش و پرورش
جامعه‌شناسی تعلیم و تربیت مطالعه چگونگی تعیین ساختارهای اجتماعی، تجربیات و سایر نتایج توسط نهادهای آموزشی است. این به ویژه به نظام‌های آموزشی جوامع صنعتی مدرن توجه دارد. یک مطالعه کلاسیک در سال ۱۹۶۶ در این زمینه توسط جیمز ساموئل کلمن، معروف به گزارش کلمن، عملکرد بیش از ۱۵۰۰۰۰ دانش آموز را تجزیه و تحلیل کرد و دریافت که پیشینه دانش‌آموز و وضعیت اجتماعی-اقتصادی در تعیین نتایج آموزشی بسیار مهم‌تر از تفاوت‌های اندازه‌گیری شده در منابع مدرسه (یعنی هزینه‌های هر دانش‌آموز) است. مناقشه بر سر اثرات مدرسه که توسط آن مطالعه برافروخته شد تا به امروز ادامه داشته است. این مطالعه همچنین نشان داد دانش‌آموزان سیاه‌پوست آسیب‌دیده اجتماعی از تحصیل در کلاس‌های با نژادهای مختلف سود می‌برند و بنابراین به عنوان یک تشکیلات دهنده برای تکثیر نژادی در مدارس دولتی آمریکا عمل می‌کنند.

### محیط زیست
جامعه‌شناسی محیطی مطالعه تعامل انسان با محیط طبیعی است که معمولاً بر ابعاد انسانی مسایل زیست‌محیطی، تأثیرات اجتماعی آن مسایل و تلاش برای حل آنها تأکید می‌کند. مانند سایر حوزه‌های فرعی جامعه‌شناسی، بورس تحصیلی در جامعه‌شناسی محیطی ممکن است در یک یا چند سطح تحلیل، از جهانی (مثلاً نظام‌های جهانی) تا محلی، اجتماعی تا فردی باشد. همچنین به فرآیندهایی توجه می‌شود که در آن مسایل زیست‌محیطی برای انسان «تعریف» و «مشهور» می‌شوند. همان‌طور که توسط جامعه‌شناس زیست‌محیطی قابل توجه جان بلامی فاستر استدلال می‌شود، سلف جامعه‌شناسی محیطی مدرن، تحلیل مارکس از شکاف متابولیک است که بر تفکر معاصر در مورد پایایی تأثیر گذاشت. جامعه‌شناسی محیطی اغلب میان رشته‌ای است و با جامعه‌شناسی خطر، جامعه‌شناسی روستایی و جامعه‌شناسی فاجعه همپوشانی دارد.

#### بوم‌شناسی انسانی
بوم‌شناسی انسانی با مطالعه بین‌رشته‌ای رابطه بین انسان‌ها و محیط‌های طبیعی، اجتماعی و ساخته شده آنها سروکار دارد. علاوه بر جامعه‌شناسی محیطی، این رشته با جامعه‌شناسی معماری، جامعه‌شناسی شهری و تا حدی جامعه‌شناسی بصری همپوشانی دارد. به نوبه خود، جامعه‌شناسی بصری - که با تمام ابعاد بصری زندگی اجتماعی سروکار دارد - با مطالعات رسانه‌ای همپوشانی دارد، زیرا از عکاسی، فیلم و سایر فناوری‌های رسانه استفاده می‌کند.

#### پیش ارتباط اجتماعی
پیش ارتباط اجتماعی به مطالعه رفتار اجتماعی جنین و کنش متقابل اجتماعی در یک محیط چند جنینی می‌پردازد. به‌طور خاص، پیش ارتباط اجتماعی به رشدشناسی تعامل اجتماعی اشاره دارد. همچنین به‌طور غیررسمی به عنوان ارتباطی برای اجتماعی بودن نامیده می‌شود. این نظریه این پرسش را مطرح می‌کند که آیا تمایلی به کنش اجتماعی جهت‌دار وجود دارد یا خیر. پژوهش‌هایی در این نظریه به این نتیجه می‌رسد که نوزادان با یک ارتباط منحصر به فرد ژنتیک اجتماعی به دنیا می‌آیند.
هنگام بررسی رفتار نوزادان می‌توان شواهدی را آشکار ساخت که از فرضیه پیش ارتباط اجتماعی حمایت می‌کند. مشخص شده است که نوزادان، حتی چند ساعت پس از تولد، برای روابط اجتماعی آمادگی دارند. این آمادگی به روش‌هایی مانند تقلید آنها از حرکات صورت بیان می‌شود. این رفتار مشاهده شده را نمی‌توان به هیچ شکل فعلی جامعه‌پذیری یا ساخت‌گرایی اجتماعی نسبت داد. در عوض، نوزادان به احتمال زیاد تا حدودی رفتار اجتماعی و هویت اجتماعی را از طریق ژنتیک ارث می‌برند.
شواهد اصلی این نظریه با بررسی بارداری دوقلو آشکار می‌شود. بحث اصلی این است که اگر رفتار اجتماعی وجود داشته باشد که موروثی باشد و پیش از تولد رشد کند، باید انتظار داشت جنین‌های دوقلو پیش از تولد در نوعی تعامل اجتماعی شرکت کنند؛ بنابراین، ده جنین در یک دوره زمانی با استفاده از تکنیک‌های سونوگرافی تحلیل شدند. با استفاده از تجزیه و تحلیل حرکتی، نتایج آزمایش این بود که جنین‌های دوقلو برای دوره‌های طولانی‌تر و اغلب با ادامه بارداری با یکدیگر تعامل خواهند داشت. پژوهشگران توانستند به این نتیجه برسند که انجام حرکات بین دوقلوها تصادفی نبوده بلکه به‌طور خاص هدف‌گذاری شده است.
فرضیه پیش ارتباط اجتماعی درست ثابت شد:
پیشرفت مرکزی این مطالعه نشان دادن این است که کنش اجتماعی در حال حاضر در سه‌ماهه دوم حاملگی انجام شده است. جنین‌های دوقلو از هفته چهاردهم بارداری حرکاتی را که به‌طور خاص برای هم‌قلو هدف قرار می‌گیرند، برنامه‌ریزی و اجرا می‌کنند. این یافته‌ها ما را وادار می‌کنند که پیش از ظهور رفتار اجتماعی پیش برویم: هنگامی که زمینه آن را قادر می‌سازد، مانند جنین‌های دوقلو، کنش‌های دیگر نه تنها ممکن است، بلکه بر اعمال خود هدایت‌شده غالب هستند.

### خانواده، جنسیت و تمایلات جنسی

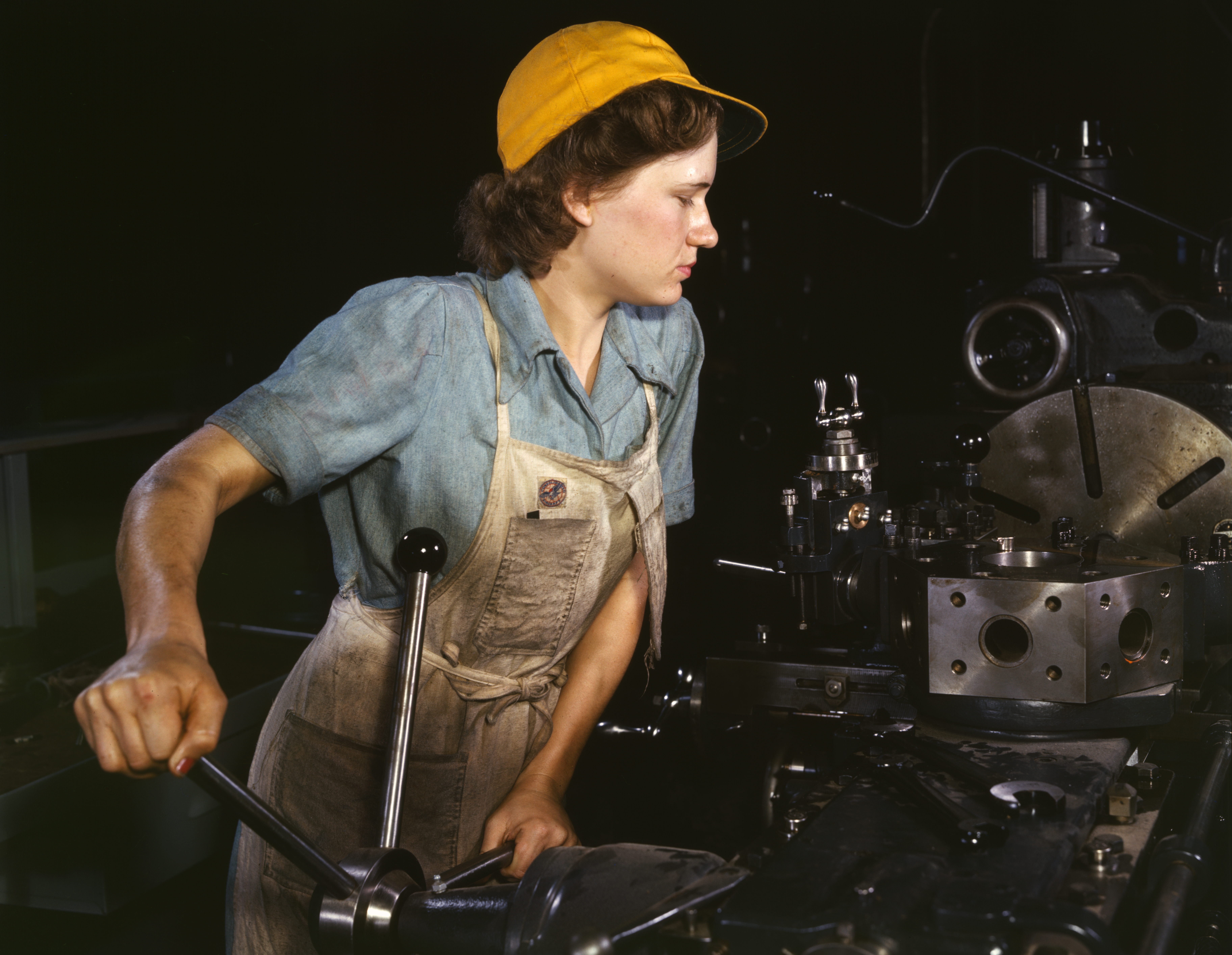
رزی پرچ‌کن نمادی نمادین از خط خانه و خروج از نقش‌های جنسیتی به دلیل ضرورت زمان جنگ بود.

خانواده، جنسیت و تمایلات جنسی حوزه وسیعی از تحقیق را تشکیل می‌دهند که در بسیاری از زمینه‌های فرعی جامعه‌شناسی مورد مطالعه قرار گرفته است. خانواده به گروهی از افراد گفته می‌شود که از طریق پیوندهای خویشاوندی با هم مرتبط هستند: روابط خونی / ازدواج / مشارکت مدنی یا فرزندخواندگی. واحد خانواده یکی از مهم‌ترین نهادهای اجتماعی است که تقریباً در تمام جوامع شناخته شده به نوعی یافت می‌شود. این واحد اساسی سازمان اجتماعی است و نقش کلیدی در اجتماعی کردن کودکان در فرهنگ جامعه آنها دارد. جامعه‌شناسی خانواده خانواده را به عنوان یک نهاد و واحد اجتماعی شدن با توجه ویژه به ظهور تاریخی نسبتاً مدرن خانواده هسته ای و نقش‌های جنسیتی متمایز آن بررسی می‌کند. مفهوم کودکی نیز قابل توجه است. جامعه‌شناسی خانواده به‌عنوان یکی از اساسی‌ترین نهادهایی که می‌توان دیدگاه‌های جامعه‌شناختی را برای آن به کار برد، جزء مشترک برنامه‌های درسی مقدماتی دانشگاهی است. از سوی دیگر، جامعه‌شناسی فمینیستی زیرمجموعه‌ای هنجاری است که مقوله‌های فرهنگی جنسیت و جنسیت را به‌ویژه در رابطه با قدرت و نابرابری مشاهده و نقد می‌کند. نگرانی اولیه نظریه فمینیستی پدرسالاری و ستم سیستماتیک زنان است که هم در سطح تعامل در مقیاس کوچک و هم از نظر ساختار اجتماعی گسترده‌تر در بسیاری از جوامع آشکار می‌شود. جامعه‌شناسی فمینیستی همچنین چگونگی پیوند جنسیت با نژاد و طبقه را برای ایجاد و تداوم نابرابری‌های اجتماعی تحلیل می‌کند. نحوه توضیح تفاوت در تعاریف زنانگی و مردانگی و نقش جنسی در جوامع مختلف و دوره‌های تاریخی نیز یک نگرانی است.

### سلامتی، بیماری و بدن
جامعه‌شناسی سلامت و بیماری بر اثرات اجتماعی و نگرش عمومی نسبت به بیماری‌ها، بیماری‌ها، سلامت روان و ناتوانی‌ها تمرکز دارد. این حوزه فرعی نیز با پیری‌شناسی و مطالعه روند پیری همپوشانی دارد. در مقابل، جامعه‌شناسی پزشکی بر روی کارکرد درونی سازمان‌های پزشکی و موسسات بالینی تمرکز دارد. در بریتانیا، جامعه‌شناسی به دنبال «گزارش گودناف» (۱۹۴۴) وارد برنامه درسی پزشکی شد.
جامعه‌شناسی بدن و تجسم دیدگاه گسترده‌ای در مورد ایده بدن دارد و شامل گستره وسیعی از پویایی‌های تجسم‌یافته از جمله بدن انسان و غیرانسانی، ریخت‌شناسی، تولید مثل انسان، آناتومی، مایعات بدن، بیوتکنولوژی، ژنتیک است. این اغلب با سلامت و بیماری تلاقی می‌کند و همچنین نظریه‌های بدن به عنوان تولیدات سیاسی، اجتماعی، فرهنگی، اقتصادی و ایدئولوژیک است. انجمن بین‌المللی جامعه‌شناسی یک کمیته پژوهشی اختصاصی برای بدن در علوم اجتماعی دارد.

#### مرگ، مردن، سوگ
یکی از حوزه‌های جامعه‌شناسی سلامت و بیماری که با جامعه‌شناسی فرهنگی همپوشانی دارد، مطالعه مرگ، مردن و سوگواری است. گاهی به‌طور گسترده به عنوان جامعه‌شناسی مرگ شناخته می‌شود. این موضوع به عنوان مثال در کار داگلاس دیویس و مایکل سی. کرل نشان داده شده است.

### معرفت و علم
جامعه‌شناسی معرفت مطالعه رابطه بین اندیشه انسان و زمینه اجتماعی است که در آن پدید می‌آید و تأثیراتی که ایده‌های غالب بر جوامع می‌گذارند. این اصطلاح اولین بار در دهه ۱۹۲۰ به‌طور گسترده مورد استفاده قرار گرفت، زمانی که شماری از نظریه‌پردازان آلمانی زبان، به ویژه ماکس شلر و کارل مانهایم به‌طور گسترده در مورد آن نوشتند. با تسلط نظریه کارکردگرایی ساختاری در سال‌های میانی سده بیستم، جامعه‌شناسی معرفت تمایل داشت در حاشیه تفکر جامعه‌شناختی جریان اصلی باقی بماند. در دهه ۱۹۶۰، به‌ویژه توسط پیتر برگر و توماس لاکمن در کتاب «ساخت اجتماعی واقعیت» (۱۹۶۶) تا حد زیادی دوباره رشد نمود و بسیار نزدیک‌تر به زندگی روزمره اعمال شد. هنوز کانون روش‌هایی است که با درک کیفی جامعه انسانی سروکار دارند. (مقایسه کنید با «واقعیت اجتماعی»). مطالعات «باستان‌شناسی» و «تبارشناسی» میشل فوکو تأثیر چشمگیری بر اندیشه‌های معاصر دارد.
جامعه‌شناسی علم شامل مطالعه علم به عنوان یک فعالیت اجتماعی است، به ویژه که به «شرایط و تأثیرات اجتماعی علم و ساختارها و فرآیندهای اجتماعی فعالیت علمی» می‌پردازد. از نظریه‌پردازان مهم جامعه‌شناسی علم می‌توان به رابرت کی. مرتن و برونو لاتور اشاره کرد. این حوزه‌های جامعه‌شناسی به شکل‌گیری مطالعات علم و فناوری کمک کرده‌اند. هم انجمن جامعه‌شناسی آمریکا و هم انجمن جامعه‌شناسی بریتانیا بخش‌هایی دارند که به حوزه علم، معرفت و فناوری اختصاص دارد. انجمن بین‌المللی جامعه‌شناسی کمیته پژوهشی علم و فناوری را به وجود آورده است.

### اوقات فراغت
جامعه‌شناسی اوقات فراغت مطالعه چگونگی سازماندهی اوقات فراغت انسان است. اوقات فراغت شامل مجموعه وسیعی از فعالیت‌ها، مانند ورزش، گردشگری و انجام بازی‌ها است. جامعه‌شناسی اوقات فراغت ارتباط تنگاتنگی با جامعه‌شناسی کار دارد، زیرا هر یک جنبه متفاوتی از رابطه کار و فراغت را بررسی می‌کند. مطالعات اخیر در این زمینه از رابطه کار و اوقات فراغت فاصله گرفته و بر رابطه بین اوقات فراغت و فرهنگ تمرکز می‌کنند. این حوزه از جامعه‌شناسی با نظریه طبقه تن‌آسا تورستن وبلن آغاز شد.

### صلح، جنگ و تضاد
این حوزه از جامعه‌شناسی، به‌طور گسترده، پویایی جنگ، حل تضاد، جنبش‌های صلح، پناهندگان جنگ، حل منازعه و نهادهای نظامی را مطالعه می‌کند. هدف جامعه‌شناسی نظامی به‌عنوان زیرمجموعه‌ای از این زیر شاخه، مطالعه نظام‌مند ارتش به‌عنوان یک گروه اجتماعی است تا به‌عنوان یک سازمان نظامی. این یک حوزه فرعی بسیار تخصصی است که مسائل مربوط به پرسنل خدماتی را به عنوان یک گروه اجتماعی متمایز با کنش جمعی اجباری بر اساس منافع مشترک مرتبط با بقا در حرفه بررسی می‌کند و نبرد، با اهداف و ارزشی که بیشتر از جامعه مدنی تعریف شده و محدود است. جامعه‌شناسی نظامی همچنین به روابط و تعاملات غیرنظامی-نظامی بین سایر گروه‌ها یا سازمان‌های دولتی مربوط می‌شود. موضوعات شامل مفروضات غالب افراد در ارتش، تغییرات در تمایل اعضای ارتش برای جنگیدن، اتحاد نظامی، حرفه‌گرایی نظامی، افزایش استفاده از زنان، مجتمع صنعتی-آکادمیک نظامی، وابستگی ارتش به پژوهش‌ها و نهادی و ساختار سازمانی ارتش.

### جامعه‌شناسی سیاسی

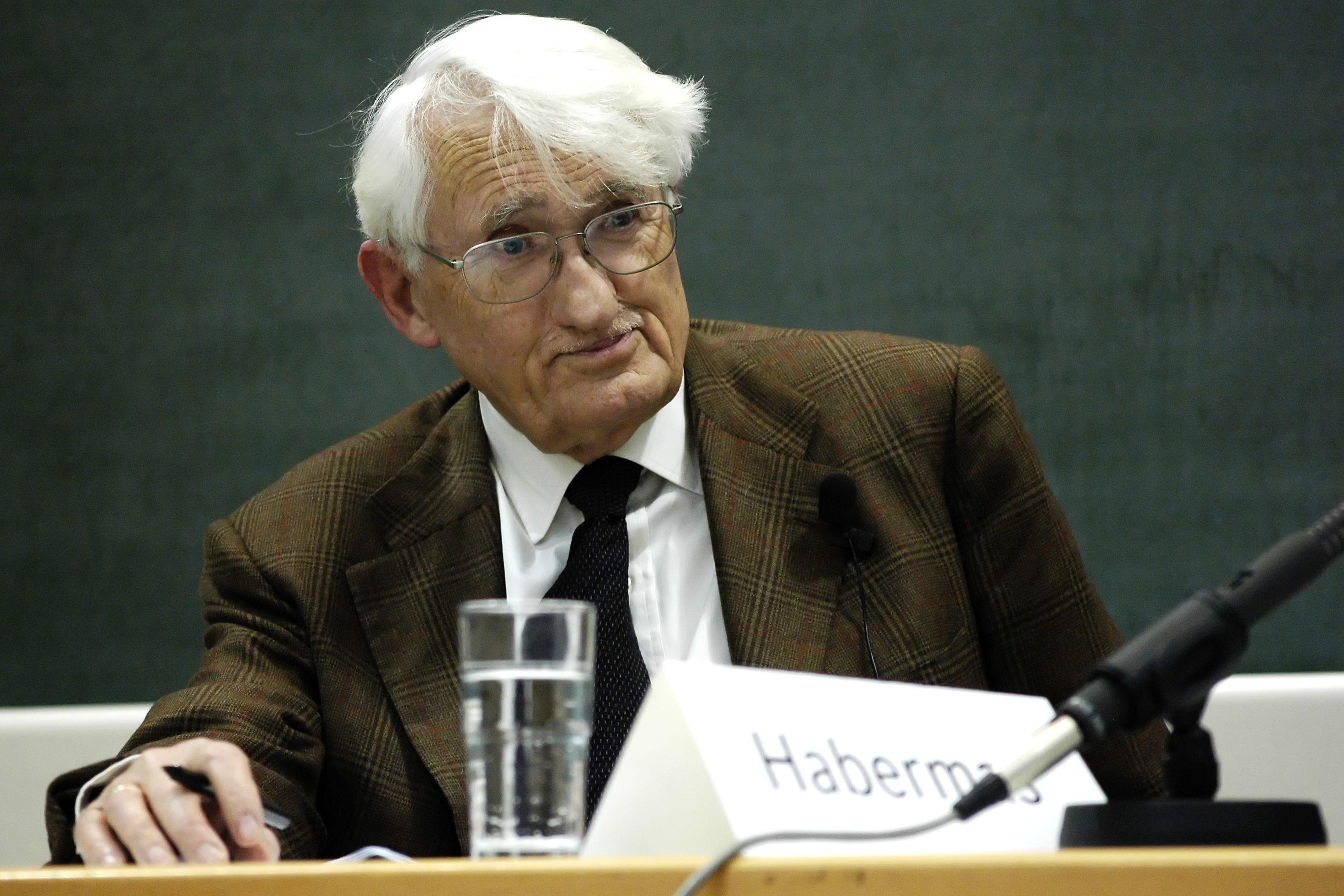
یورگن هابرماس (زادهٔ ۱۸ ژوئن ۱۹۲۹)

از نظر تاریخی، جامعه‌شناسی سیاسی به روابط بین سازمان سیاسی و جامعه مربوط می‌شود. یک پرسش پژوهشی معمول در این زمینه ممکن است این باشد: چرا تعداد کمی از شهروندان آمریکایی رای دادن را انتخاب می‌کنند؟ در این رابطه، پرسش‌های مربوط به شکل‌گیری عقاید سیاسی، برخی از کاربردهای پیشگام آماری پژوهش پیمایشی توسط پل لازارسفلد را به همراه داشت. یک زیر شاخه اصلی از جامعه‌شناسی سیاسی در رابطه با چنین پرسش‌هایی ایجاد شد که از تاریخ تطبیقی برای تجزیه و تحلیل روندهای سیاسی - اجتماعی استفاده می‌کند. این زمینه از کار ماکس وبر و مویسی اوستروگورسکی توسعه یافت.
جامعه‌شناسی سیاسی معاصر شامل این حوزه‌های پژوهشی است، اما پرسش‌های گسترده‌تری دربارهٔ قدرت و سیاست باز شده است. امروزه جامعه‌شناسان سیاسی احتمالاً نگران چگونگی شکل‌گیری هویت‌هایی هستند که به تسلط ساختاری یک گروه بر گروه دیگر کمک می‌کنند. سیاست چه کسی می‌داند چگونه و با چه اختیاری. و پرسش‌هایی در مورد چگونگی رقابت قدرت در تعاملات اجتماعی به گونه ای که باعث ایجاد تغییرات گسترده فرهنگی و اجتماعی شود. این گونه سوالات بیشتر به صورت کیفی مورد مطالعه قرار می‌گیرند. مطالعه جنبش‌های اجتماعی و تأثیرات آنها در رابطه با این تعاریف گسترده‌تر از سیاست و قدرت اهمیت ویژه‌ای داشته است.
جامعه‌شناسی سیاسی نیز از ناسیونالیسم روش‌شناختی و نقش سازمان‌های غیردولتی، انتشار دولت-ملت در سراسر زمین به‌عنوان یک ساخت‌گرایی اجتماعی و نقش نهادهای بدون تابعیت در جامعه جهانی مدرن را تحلیل کرد. جامعه‌شناسان سیاسی معاصر نیز به بررسی تعاملات بین دولت‌ها و حقوق بشر می‌پردازند.

### جمعیت و جمعیت‌شناسی
جمعیت‌شناسان یا جامعه‌شناسان جمعیت، اندازه، ترکیب و تغییر جمعیت را در طول یک زمان معین مطالعه می‌کنند. جمعیت‌شناسان مطالعه می‌کنند چگونه این ویژگی‌ها بر نظام‌های مختلف اجتماعی، اقتصادی یا سیاسی تأثیر می‌گذارند یا تحت تأثیر آنها قرار می‌گیرند. مطالعه جمعیت نیز ارتباط نزدیکی با بوم‌شناسی انسانی و جامعه‌شناسی محیطی دارد که به مطالعه رابطه جمعیت با محیط اطراف می‌پردازد و اغلب با جامعه‌شناسی شهری یا روستایی همپوشانی دارد. پژوهشگران در این زمینه ممکن است جابجایی جمعیت‌ها را مورد مطالعه قرار دهند: حمل و نقل، مهاجرت، پراکندگی و غیره، که در زیرشاخه‌ای به نام مطالعات تحرک‌ها قرار می‌گیرد و ارتباط نزدیکی با جغرافیای انسانی دارد. جمعیت‌شناسان همچنین ممکن است گسترش بیماری را در یک جمعیت معین یا همه‌گیرشناسی مطالعه کنند.

### جامعه‌شناسی عمومی
جامعه‌شناسی عمومی به رویکرد و رشته‌ای اشاره دارد که دنبال فراتر رفتن از آکادمی به منظور تعامل با مخاطبان گسترده‌تر است. شاید بهتر باشد به عنوان یک سبک جامعه‌شناسی شناخته شود تا یک روش خاص نظریه یا مجموعه‌ای از ارزش‌های سیاسی. این رویکرد عمدتاً با مایکل بوراووی مرتبط است که آن را با جامعه‌شناسی حرفه‌ای و شکلی از جامعه‌شناسی آکادمیک مقایسه کرد که عمدتاً به پرداختن به سایر جامعه‌شناسان حرفه‌ای توجه دارد. جامعه‌شناسی عمومی نیز بخشی از حوزه گسترده‌تر ارتباطات علمی یا روزنامه‌نگاری علمی است.

### نژاد و روابط قومی
جامعه‌شناسی نژاد و روابط قومی حوزه‌ای از رشته‌ای است که روابط اجتماعی، روابط سیاسی و اقتصادی بین نژادها و قومیت‌ها را در تمام سطوح جامعه مطالعه می‌کند. این حوزه شامل مطالعه نژادگرایی، تفکیک مسکونی و سایر فرآیندهای پیچیده اجتماعی بین گروه‌های مختلف نژادی و قومی است. این پژوهش اغلب با حوزه‌های دیگر جامعه‌شناسی مانند قشربندی اجتماعی، روان‌شناسی اجتماعی و همچنین با نظریه پسااستعمارگرایی تعامل دارد. در سطح سیاست سیاسی، روابط قومی در قالب همگون‌سازی فرهنگی یا چندگانگی فرهنگی مورد بحث قرار می‌گیرد. ضد نژادگرایی سبک دیگری از سیاست را شکل می‌دهد که به ویژه در دهه‌های ۱۹۶۰ و ۱۹۷۰ رایج بود.

### دین
جامعه‌شناسی دین به اعمال، پیشینه‌های تاریخی، تحولات، مضامین جهانی و نقش‌های دین در جامعه می‌پردازد. تأکید خاصی بر نقش مکرر دین در همه جوامع و در طول تاریخ ثبت شده است. جامعه‌شناسی دین از این جهت از فلسفه دین متمایز است. جامعه‌شناسان در صدد ارزیابی اعتبار ادعاهای حقیقت دینی نیستند، در عوض چیزهایی را فرض می‌کنند که پیتر برگر به عنوان موضع «الحاد روش‌شناختی» توصیف می‌کند. ممکن است گفته شود رشته رسمی مدرن جامعه‌شناسی با تحلیل دین در سال ۱۸۹۷ توسط امیل دورکیم با انتشار کتاب خودکشی و بررسی نرخ آن در میان جمعیت‌های کاتولیک رومی و پروتستان آغاز شد. ماکس وبر چهار متن عمده در مورد دین در زمینه جامعه‌شناسی اقتصادی و قشربندی اجتماعی منتشر کرد: ۱. اخلاق پروتستان و روح سرمایه‌داری (۱۹۰۵)، ۲. دین چین: کنفوسیوس و تائوئیسم (۱۹۱۵)، ۳. دین هند: جامعه‌شناسی هندوئیسم و بودیسم (۱۹۱۵)، ۴. یهودیت باستان (۱۹۲۰). بحث‌های معاصر اغلب بر موضوعاتی مانند سکولارسازی، دین مدنی، تلاقی دین و اقتصاد و نقش دین در زمینه جهانی‌سازی و چندگانگی فرهنگی متمرکز می‌شوند.

### تغییر و توسعه اجتماعی
جامعه‌شناسی تغییر و توسعه تلاش می‌کند تا بفهمد جوامع چگونه توسعه می‌یابند و چگونه می‌توان آنها را تغییر داد. این شامل مطالعه بسیاری از جنبه‌های مختلف جامعه، به عنوان مثال روندهای جمعیتی، روندهای سیاسی یا تکنولوژیکی، یا تغییر در فرهنگ در این زمینه، جامعه‌شناسان اغلب از روش‌های جامعه‌شناسی کلان یا روش‌های تاریخی - تطبیقی استفاده می‌کنند. در مطالعات معاصر تغییرات اجتماعی، همپوشانی‌هایی با توسعه بین‌الملل یا توسعه اجتماع وجود دارد. با این حال، بیشتر بنیانگذاران جامعه‌شناسی بر اساس مطالعه تاریخ، نظریه‌هایی در مورد تغییر اجتماعی داشتند. برای مثال، کارل مارکس ادعا کرد شرایط مادی جامعه در نهایت باعث ایجاد جنبه‌های آرمانی یا فرهنگی جامعه می‌شود، در حالی که ماکس وبر استدلال می‌کرد که در واقع آداب فرهنگی پروتستانتیسم بود که باعث دگرگونی شرایط مادی شد. در برابر هر دو، امیل دورکیم استدلال کرد جوامع از طریق فرایند تکامل اجتماعی-فرهنگی از ساده به پیچیده حرکت کردند. جامعه‌شناسان در این زمینه نیز فرآیندهای جهانی شدن و امپریالیسم را مطالعه می‌کنند. مهم‌تر از همه، امانوئل والرشتاین چارچوب نظری مارکس را گسترش می‌دهد تا بازه‌های زمانی بزرگ و کل جهان را در آن چیزی گسترش دهد که به عنوان نظریه نظام‌های جهانی شناخته می‌شود. جامعه‌شناسی توسعه نیز به شدت تحت تأثیر نظریه پسااستعمارگرایی است. در سال‌های اخیر، ریوین کانل انتقادی از جانبداری در پژوهش‌های جامعه‌شناختی نسبت به کشورهای شمال جهانی صادر کرد. او استدلال می‌کند این تعصب جامعه‌شناسان را نسبت به تجربیات زیسته جنوب جهانی کور می‌کند، به‌ویژه، به‌اصطلاح «نظریه شمال» فاقد استدلال کافی در مورد امپریالیسم و استعمار است.
سازمان‌های بسیاری از جمله مرکز فرناند برودل برای مطالعه اقتصاد، نظام‌های تاریخی، و تمدن‌ها، و پروژه پژوهشی تغییر اجتماعی جهانی تغییرات اجتماعی را مطالعه می‌کنند.

### شبکه‌های اجتماعی

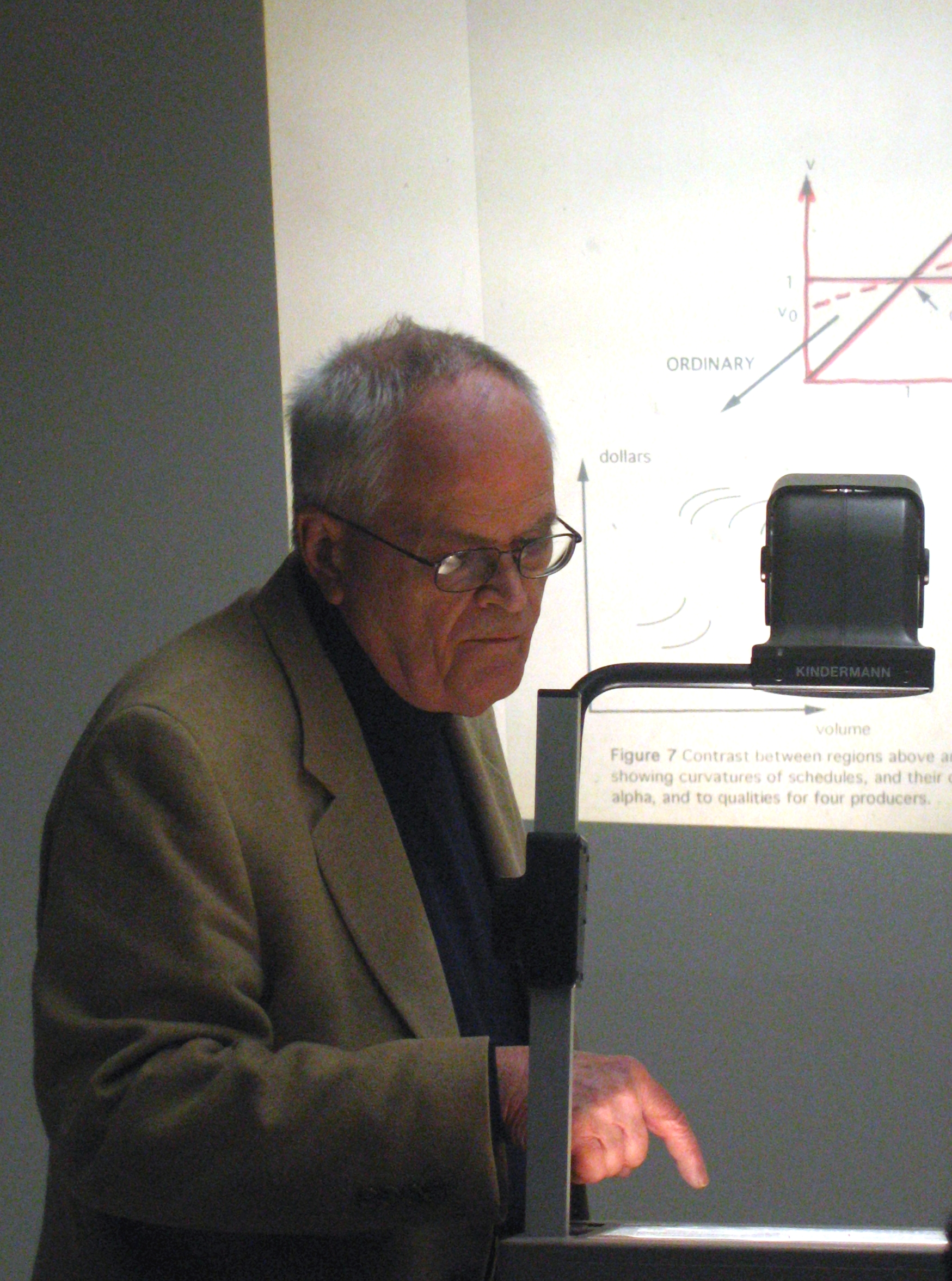
هریسون وایت

شبکه اجتماعی یک ساختار اجتماعی متشکل از افراد (یا سازمان‌ها) به نام «گره» است که توسط یک یا چند نوع خاص وابستگی متقابل مانند دوستی، خویشاوندی، مبادله مالی، دوست نداشتن، روابط جنسی، یا روابط اعتقادی، دانش یا اعتبار گره خورده است (متصل می‌شوند) شبکه‌های اجتماعی در سطوح مختلفی از خانواده‌ها گرفته تا سطح کشورها عمل می‌کنند و نقش مهمی در تعیین نحوه حل مسایل، اداره سازمان‌ها و میزان موفقیت افراد در دستیابی به اهداف خود دارند. یک فرض نظری اساسی در تحلیل شبکه‌های اجتماعی این است که گروه‌ها لزوماً بلوک‌های سازنده جامعه نیستند: این رویکرد برای مطالعه نظام‌های اجتماعی کم‌محدود، از جامعه غیر محلی گرفته تا شبکه‌های مبادله باز است. تحلیل شبکه‌های اجتماعی با اقتباس نظری از جامعه‌شناسی رابطه‌ای از تلقی افراد (افراد، سازمان‌ها، دولت‌ها) به‌عنوان واحدهای مجزای تجزیه و تحلیل اجتناب می‌کند، در عوض بر چگونگی تأثیر ساختار پیوندها بر افراد و روابط آنها تمرکز می‌کند. برخلاف تحلیل‌هایی که فرض می‌کنند اجتماعی شدن در هنجارها رفتار را تعیین می‌کند، تحلیل شبکه‌ای به دنبال بررسی میزان تأثیر ساختار و ترکیب پیوندها بر هنجارها است. از سوی دیگر، پژوهش‌های اخیر عمر لیزاردو نیز نشان می‌دهد پیوندهای شبکه‌ای توسط سلیقه‌های فرهنگی پیشین شکل گرفته و ایجاد می‌شوند. نظریه شبکه‌های اجتماعی معمولاً در ریاضیات رسمی تعریف می‌شود و ممکن است شامل ادغام داده‌های جغرافیایی در نقشه‌برداری اجتماعی باشد.

### روان‌شناسی اجتماعی
روان‌شناسی اجتماعی جامعه‌شناختی بر مقیاس خرد کنش اجتماعی تمرکز دارد. این حوزه را می‌توان به عنوان پایبندی به «مینیاتوریسم جامعه‌شناختی» توصیف کرد که کل جوامع را از طریق مطالعه افکار و احساسات فردی و همچنین رفتار گروه‌های کوچک بررسی می‌کند. یکی از دغدغه‌های خاص روان‌شناسان اجتماعی، چگونگی تبیین انواع واقعیات جمعیت‌شناختی، اجتماعی و فرهنگی از نظر کنش متقابل اجتماعی انسانی است. برخی از موضوعات عمده در این زمینه عبارتند از: نابرابری اجتماعی، پویایی گروه، تعصب، پرخاشگری، ادراک اجتماعی، رفتار گروهی، تغییر اجتماعی، رفتار غیرکلامی، اجتماعی شدن، انطباق، رهبری و هویت اجتماعی. روان‌شناسی اجتماعی ممکن است با تأکید روان‌شناختی تدریس شود. در جامعه‌شناسی، پژوهشگران حوزه روان‌شناسی اجتماعی برجسته‌ترین استفاده‌کنندگان از روش تجربی هستند (بر خلاف همتایان روان‌شناختی خود که اغلب روش‌های دیگری را نیز به کار می‌گیرند) روان‌شناسی اجتماعی به تأثیرات اجتماعی و همچنین ادراک اجتماعی و کنش متقابل اجتماعی می‌پردازد.

### قشربندی، فقر و نابرابری
قشربندی اجتماعی ترتیب سلسله مراتبی افراد به طبقات اجتماعی، کاست‌ها و تقسیمات درون یک جامعه است.: 225  طبقه‌بندی مدرن جوامع غربی به‌طور سنتی به طبقات فرهنگی و اقتصادی مربوط می‌شود که در سه لایه اصلی مرتب شده‌اند: طبقه بالا، طبقه متوسط و طبقه پایین ولی هر طبقه ممکن است بیشتر به طبقات کوچکتر تقسیم شود (به عنوان مثال شغلی). طبقه‌بندی اجتماعی در جامعه‌شناسی به شیوه‌های کاملاً متفاوتی تفسیر می‌شود. طرفداران نظریه کارکردگرایی ساختاری پیشنهاد می‌کنند از آنجایی که طبقه‌بندی طبقات و کاست‌ها در همه جوامع مشهود است، سلسله مراتب باید در تثبیت وجود آنها سودمند باشد. نظریه پردازان نظریه تضاد در مقابل، دست نیافتنی منابع و کمبود تحرک اجتماعی را در جوامع طبقه‌بندی شده نقد می‌کنند.
کارل مارکس طبقات اجتماعی را از طریق پیوند آنها با ابزار تولید در نظام سرمایه‌داری متمایز کرد: بورژوازی صاحب ابزار است ولی این عملاً شامل خود پرولتاریا می‌شود زیرا کارگران فقط می‌توانند نیروی کار خود را بفروشند (تشکیل زیربنای مادی و روبنای فرهنگی). ماکس وبر نظریه جبرگرایی اقتصادی مارکسیستی را نقد و استدلال کرد که قشربندی اجتماعی صرفاً مبتنی بر نابرابری‌های اقتصادی نیس ولی در مورد دیگر تفاوت‌های جایگاه و قدرت (به عنوان مثال پدرسالاری). طبق نظر وبر، طبقه‌بندی ممکن است بین حداقل سه متغیر پیچیده رخ دهد:
1. ثروت (طبقه): موقعیت اقتصادی یک فرد در یک جامعه، بر اساس تولد و دستاوردهای فردی.[۲۴]: 243  تفاوت وبر با مارکس در این است که او این را عامل عالی در قشربندی نمی‌داند. وبر اشاره کرد که چگونه مدیران شرکت‌ها یا صنایع، شرکت‌هایی را  کنترل می‌کنند که مالک آنها نیستند. مارکس چنین شخصی را در پرولتاریا قرار می‌داد.
2. پرستیژ (جایگاه): اعتبار یا محبوبیت یک فرد در یک جامعه. این را می‌توان با نوع شغل یا ثروت این شخص تعیین کرد.
3. قدرت (حزب سیاسی): توانایی یک شخص برای رسیدن به مسیر خود علیرغم مقاومت دیگران؛ مثلاً، افراد شاغل در مشاغل ایالتی، مانند کارمند اداره تحقیقات فدرال، یا یکی از اعضای کنگره ایالات متحده، ممکن است دارایی یا وضعیت کمی داشته باشند ولی همچنان دارای قدرت بسیار زیادی هستند.[۱۶۱]

پیر بوردیو یک مثال مدرن در مفاهیم سرمایه فرهنگی و سرمایه نمادین ارائه می‌کند. نظریه پردازانی مانند رالف دارندورف به گرایش به طبقه متوسط بزرگ در جوامع مدرن غربی اشاره کرده‌اند. به ویژه در رابطه با ضرورت نیروی کار تحصیل کرده در اقتصادهای فناوری یا خدمات محور. دیدگاه‌های مربوط به جهانی شدن، مانند نظریه وابستگی، نشان می‌دهد این تأثیر ناشی از جابجایی کارگران به کشورهای در حال توسعه است.

### جامعه‌شناسی شهری و روستایی
جامعه‌شناسی شهری شامل تحلیل زندگی اجتماعی و تعامل انسانی در مناطق شهری است. این رشته‌ای است که به دنبال ارائه مشاوره برای برنامه‌ریزی و سیاست‌گذاری است. پس از انقلاب صنعتی آثاری مانند جورج زیمل: کلان‌شهر و زندگی ذهنی (۱۹۰۳) بر شهرنشینی و تأثیر آن بر بیگانگی و گمنامی متمرکز شد. در دهه‌های ۱۹۲۰ و ۱۹۳۰ مکتب شیکاگو با استفاده از کنش متقابل نمادین به عنوان روشی برای پژوهش میدانی، بدنه نظریه عمده‌ای را در مورد ماهیت شهر ارائه داد که هم برای جامعه‌شناسی شهری و هم برای جرم‌شناسی مهم است. پژوهش معاصر معمولاً در زمینه جهانی شدن قرار می‌گیرد، به عنوان مثال، در مطالعه ساسکیا ساسن در مورد شهر جهانی. در مقابل، جامعه‌شناسی روستایی تحلیل مناطق غیر کلانشهری است. از آنجایی که کشاورزی و بیابان به یک واقعیت اجتماعی برجسته تر در مناطق روستایی تبدیل می‌شوند، جامعه‌شناسان روستایی اغلب با جامعه‌شناسان محیط زیست همپوشانی دارند.

#### جامعه‌شناسی جامعه
جامعه‌شناسی جامعه اغلب با جامعه‌شناسی شهری و روستایی گروه‌بندی می‌شود. با در نظر گرفتن جوامع مختلف - از جمله جوامع آنلاین - به عنوان واحد تجزیه و تحلیل، جامعه‌شناسان جامعه منشأ و تأثیرات انجمن‌های مختلف افراد را مطالعه می‌کنند. به عنوان مثال، جامعه‌شناس آلمانی فردیناند تونیس بین دو نوع ارتباط انسانی تمایز قائل شد: گمنشافت (که معمولاً به عنوان اجتماع) و گزلشافت (که به جامعه یا انجمن ترجمه می‌شود) تونیس در کار خود در سال ۱۸۸۷، گمنشافت و گزلشافت استدلال کرد که گمنشافت به دلیل وجود وحدت اراده موجودیت اجتماعی فشرده‌تر و منسجم‌ضتری تلقی می‌شود. «توسعه» یا «سلامت» یک جامعه همچنین یکی از دغدغه‌های اصلی جامعه‌شناسان جامعه است که در جامعه‌شناسی توسعه نیز مشارکت دارند که نمونه‌ای از ادبیات پیرامون مفهوم سرمایه اجتماعی است.

## سایر رشته‌های دانشگاهی
جامعه‌شناسی با رشته‌های مختلفی که جامعه را مطالعه می‌کنند به ویژه انسان‌شناسی اجتماعی، علوم سیاسی، اقتصاد، مددکاری اجتماعی و فلسفه اجتماعی همپوشانی دارد. بسیاری از زمینه‌های نسبتاً جدید مانند مطالعات ارتباطات، مطالعات فرهنگی، جمعیت‌شناسی و نظریه ادبی از روش‌هایی استفاده می‌کنند که از جامعه‌شناسی سرچشمه گرفته است. هر دو اصطلاح «علوم اجتماعی» و «پژوهش اجتماعی» از زمان پیدایش در جامعه‌شناسی کلاسیک تا حدی استقلال پیدا کرده‌اند. رشته متمایز انسان‌شناسی اجتماعی یا جامعه‌شناسی انسان‌شناسی جزء اصلی انسان‌شناسی در سراسر بریتانیا و کشورهای مشترک المنافع و بیشتر اروپا (به ویژه فرانسه) است. جایی که از انسان‌شناسی فرهنگی متمایز می‌شود. در ایالات متحده، انسان‌شناسی اجتماعی معمولاً در انسان‌شناسی فرهنگی (یا تحت عنوان نسبتاً جدید انسان‌شناسی اجتماعی فرهنگی) قرار می‌گیرد.

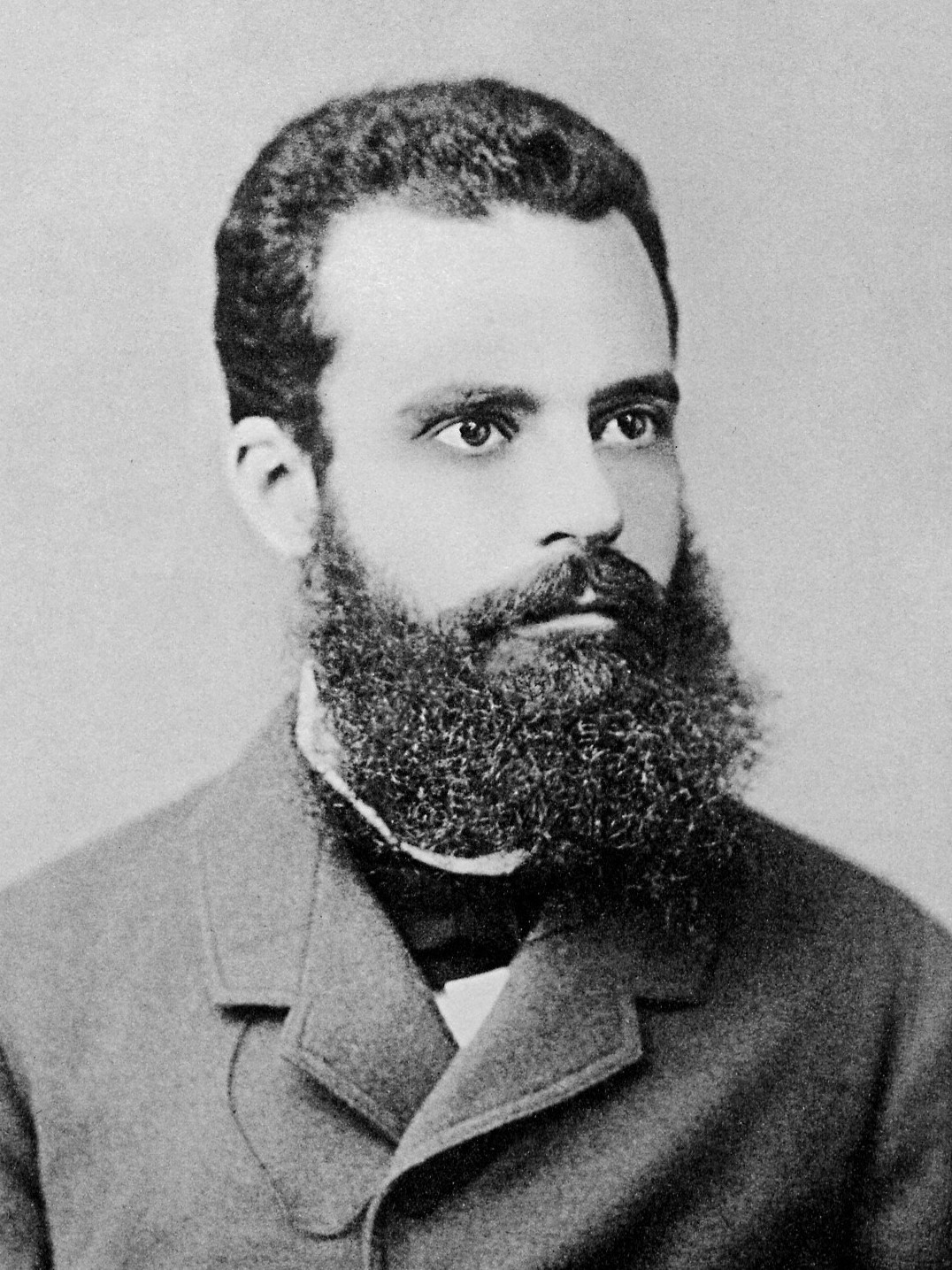
ویلفردو پارتو (۱۹۲۳–۱۸۴۸)

جامعه‌شناسی و جامعه‌شناسی کاربردی به رشته حرفه‌ای و آکادمیک مددکاری اجتماعی مرتبط هستند. هر دو رشته کنش‌های متقابل اجتماعی، جامعه و تأثیر نظام‌های مختلف (مانند خانواده، مدرسه، جامعه، قوانین، حوزه سیاسی) را بر روی فرد مطالعه می‌کنند. با این حال، مددکاری اجتماعی به‌طور کلی بیشتر بر راهبردهای عملی برای کاهش نارسایی‌های اجتماعی متمرکز است. جامعه‌شناسی به‌طور کلی بررسی کاملی از علل ریشه‌ای این مسایل ارائه می‌دهد. به عنوان مثال، یک جامعه‌شناس ممکن است «چرا» جامعه‌ای را با فقر درگیر کند، مطالعه کند. جامعه‌شناسی کاربردی بیشتر بر راهبردهای عملی در مورد «چیزی» متمرکز است که باید برای کاهش این بار انجام شود. مددکار اجتماعی بر کنش متمرکز خواهد بود. اجرای این راهبردهای مستقیم یا غیر مستقیم با استفاده از سلامت روان درمانی، مشاوره، حمایت، سازمان جامعه یا بسیج جامعه ممکن خواهد شد.
انسان‌شناسی اجتماعی شاخه‌ای از انسان‌شناسی است که به مطالعه چگونگی رفتار انسان‌های زنده معاصر در گروه اجتماعی می‌پردازد. دست‌اندرکاران انسان‌شناسی اجتماعی، مانند جامعه‌شناسان، جنبه‌های مختلف سازمان اجتماعی را بررسی می‌کنند. به‌طور سنتی، انسان‌شناسان اجتماعی جوامع غیر صنعتی و غیر غربی را تحلیل می‌کردند، در حالی که جامعه‌شناسان بر جوامع صنعتی در جهان غرب تمرکز می‌کردند. با این حال، در سال‌های اخیر، انسان‌شناسی اجتماعی تمرکز خود را به جوامع مدرن غربی گسترش داده است، به این معنی که این دو رشته به‌طور فزاینده‌ای همگرا می‌شوند.
انسان‌شناسی اجتماعی فرهنگی که شامل انسان‌شناسی زبان‌شناختی می‌شود، به مسئله تفاوت و شباهت در درون و بین جمعیت‌های انسانی می‌پردازد. این رشته همزمان با گسترش امپراتوری‌های استعماری اروپایی پدید آمد و شیوه‌ها و نظریه‌های آن همراه با فرآیندهای استعمارزدایی مورد تردید و فرمول‌بندی مجدد قرار گرفته‌اند. چنین مسائلی دوباره ظهور کرده‌اند، زیرا فرآیندهای فراملی، مرکزیت دولت-ملت را به نظریه‌پردازی در مورد فرهنگ و قدرت به چالش کشیده است. چالش‌های جدیدی با بحث‌های عمومی دربارهٔ چندگانگی فرهنگی و استفاده روزافزون از مفهوم فرهنگ در خارج از آکادمی و در میان مردمان مورد مطالعه توسط انسان‌شناسی پدیدار شده‌اند. این زمان‌ها در آکادمی، در انسان‌شناسی یا در جهان «تجارب معمول» نیست، اگر چنین زمان‌هایی وجود داشته باشد.
اروینگ لوئیس هوروویتز، در کتاب «افول جامعه‌شناسی» (۱۹۹۴)، استدلال کرده است این رشته، در حالی که از یک «نسب و سنت متمایز» سرچشمه می‌گیرد، به دلیل نظریه عمیقاً ایدئولوژیک و فقدان در حال افول است. مربوط به سیاست گذاری: تجزیه جامعه‌شناسی زمانی آغاز شد که این سنت بزرگ در معرض تفکر ایدئولوژیک قرار گرفت و در پی پیروزی‌های توتالیتر، یک سنت پست ظاهر شد. به‌علاوه: مسئله‌ای که هنوز به آن اشاره نشده این است که ضعف جامعه‌شناسی همه علوم اجتماعی را در برابر اثبات‌گرایی محض آسیب‌پذیر کرده است – در برابر تجربه‌گرایی فاقد هر گونه مبنای نظری. افراد بااستعدادی که ممکن است در دوره‌های پیشین وارد جامعه‌شناسی شده باشند به دنبال تحریک فکری در تجارت، حقوق، علوم طبیعی و حتی نوشتن خلاق هستند. این امر جامعه‌شناسی را از پتانسیل بسیار مورد نیاز تخلیه می‌کند. هوروویتز فقدان یک انضباط اصلی را به عنوان تشدید کننده مسئله ذکر می‌کند. رندال کالینز و دوروتی سواین توماس استاد جامعه‌شناسی دانشگاه پنسیلوانیا و عضو شورای سردبیران مشاور مجله تکامل اجتماعی و تاریخ، مشابه این نظر را بیان کرده است. احساسات: ما انسجام خود را به عنوان یک رشته از دست داده‌ایم، در حال شکسته شدن به مجموعه‌ای از تخصص‌ها هستیم که هرکدام راه خود را طی می‌کنند و توجه چندانی به یکدیگر ندارند.
در سال ۲۰۰۷، راهنمای آموزش عالی تایمز فهرستی از «پر استنادترین نویسندگان کتاب در علوم انسانی» (از جمله فلسفه و روان‌شناسی) را منتشر کرد. هفت نفر از ده نفر برتر به عنوان جامعه‌شناس فهرست شده‌اند: ۱. میشل فوکو، ۲. پیر بوردیو، ۵. آنتونی گیدنز، ۶. اروینگ گافمن، ۷. یورگن هابرماس، ۸. ماکس وبر و ۱۰. برونو لاتور.

## مجلات
پر رتبه‌ترین مجلات عمومی که پژوهش‌های اصلی در زمینه جامعه‌شناسی را منتشر می‌کنند عبارتند از نشریه جامعه‌شناسی آمریکا و بازنگری جامعه‌شناختی آمریکا. بررسی سالانه جامعه‌شناسی که مقالات مروری اصلی را منتشر می‌کند، نیز رتبه بالایی دارد. بسیاری از مجلات عمومی و تخصصی دیگر وجود دارد.

### نقل قول‌ها
1. ↑  "جامعه‌شناسی". Retrieved 20 April 2020.
2. ↑  فرهنگ علوم اجتماعی (2008) [2002].  کالهون, کریگ جی. (ed.). "جامعه‌شناسی". نیویورک: انتشارات دانشگاه آکسفورد – via انجمن جامعه‌شناسی آمریکا.
3. ↑  "جامعه‌شناسی: رشته اصلی سده بیست و یکم" (PDF). دانشگاه کولگیت. انجمن جامعه‌شناسی آمریکا. Archived from the original (PDF) on 18 October 2017. Retrieved 19 July 2017.
4. 1 2 3 4 5 6 7  اشلی, دیوید; اورنشتاین, دیوید ام. (2005). نظریه جامعه‌شناسی: بیانیه‌های کلاسیک (ششم ed.). بوستون: آموزش پیرسون.
5. 1 2  Giddens, Anthony, Duneier, Mitchell, Applebaum, Richard. 2007. Introduction to Sociology. Sixth Edition. New York: W.W. Norton and Company. Chapter 1.
6. 1 2  Macy, Michael W.; Willer, Robert (2002). "From Factors to Actors: Computational Sociology and Agent-Based Modeling". Annual Review of Sociology. 28: 143–66. doi:10.1146/annurev.soc.28.110601.141117. JSTOR 3069238.
7. ↑  Lazer, David; Pentland, Alex; Adamic, L; Aral, S; Barabasi, AL; Brewer, D; Christakis, N; Contractor, N;  et al. (6 February 2009). "Computational Social Science". Science. 323 (5915): 721–23. doi:10.1126/science.1167742. PMC 2745217. PMID 19197046.
8. ↑  کاله, لین آر.; والت-فلورانس, پیر (2012). سبک‌های زندگی در بازار در عصر رسانه‌های اجتماعی. نیویورک: ام ای. شارپ. ISBN 978-0-7656-2561-8.
9. ↑  نتلکش, اچ. (1894). فرهنگ باستانی کلاسیکl Antiquities. لندن. p. ۶۷.
10. ↑  هالسی, ای.اچ. (2004). تاریخچه جامعه‌شناسی در بریتانیا: علم، ادبیات و جامعه. p. ۳۴.
11. ↑  میچل, جفری دانکن (1970). فرهنگ جدید جامعه‌شناسی. p. ۲۰۱.
12. ↑  گرنجر, فرانک (1911). جامعه‌شناسی تاریخی: کتاب درسی سیاست. لندن: متیون. pp. ۱.
13. ↑  سیس،, امانوئل ژوزف (1999).  فوره, سی. (ed.). از دست نوشته‌های سیس. ۱ و ۲ ۱۷۷۳–۱۷۹۹. پاریس: چمپیون. ISBN 978-2745302601.
14. ↑  وردی, علی (1950). "تحلیل جامعه‌شناختی نظریه ابن خلدون: مطالعه‌ای در جامعه‌شناسی معرفت". UT Electronic Theses and Dissertations. دانشگاه تگزاس در آستین – via کتابخانه‌های دانشگاه تگزاس.
15. ↑  داوادی, محمود (1990). "ابن خلدون: بنیانگذار جامعه‌شناسی شرق". جامعه‌شناسی بین‌المللی. ۵ (۳): ۳۱۹–۳۵. doi:10.1177/026858090005003007. ISSN 0268-5809. S2CID 143508326.
16. ↑  حسن, فریده حج. "ابن خلدون و جین آدامز: پدر واقعی جامعه‌شناسی و مادر آثار اجتماعی". دانشکده مدیریت بازرگانی. دانشگاه فنی مارا. CiteSeerX 10.1.1.510.3556.
17. ↑  سویر, مهمت; گیلبرت, پل (2012). "مناظره دربارهٔ ریشه‌های جامعه‌شناسی ابن خلدون به عنوان بنیانگذار جامعه‌شناسی". مجله بین‌المللی تحقیقات جامعه‌شناسی. ۵ (۲): ۱۳–۳۰.
18. ↑  Dr; Akhtar, S.W. (1997). "The Islamic Concept of Knowledge". Al-Tawhid: A Quarterly Journal of Islamic Thought & Culture. 12: 3.
19. ↑  Haque, Amber (2004). "Psychology from Islamic Perspective: Contributions of Early Muslim Scholars and Challenges to Contemporary Muslim Psychologists". Journal of Religion and Health. 43 (4): 357–77 [375]. doi:10.1007/s10943-004-4302-z. S2CID 38740431.
20. ↑  Enan, Muhammed Abdullah (2007). Ibn Khaldun: His Life and Works. The Other Press. p. v. ISBN 978-983-9541-53-3.
21. ↑  Alatas, S. H. (2006). "The Autonomous, the Universal and the Future of Sociology" (PDF). Current Sociology. 54: 7–23 [15]. doi:10.1177/0011392106058831. S2CID 144226604.
22. ↑  Warren E. Gates (July–September 1967). "The Spread of Ibn Khaldun's Ideas on Climate and Culture". Journal of the History of Ideas. 28 (3): 415–22 [415]. doi:10.2307/2708627. JSTOR 2708627.
23. ↑  Mowlana, H. (2001). "Information in the Arab World". Cooperation South Journal. 1.
24. 1 2 3 4 5 6 7  مکیونیس, جان; گربر, لیندا (2011). جامعه‌شناسی (هفتمین کانادا ed.). تورنتو: پیرسون کانادا. ISBN 978-0-13-700161-3. OCLC 434559397.
25. ↑  اسکات، جان، و گوردون مارشال، ۲۰۱۵ [۲۰۰۹]: کنت، اگوست در فرهنگ جامعه‌شناسی، نیویورک: انتشارات دانشگاه آکسفورد،شابک ‎۹۷۸۰۱۹۱۷۲۶۸۴۲
26. ↑  Dictionary of the Social Sciences, Article: Comte, Auguste
27. ↑  بوردو, میشل (2018) [2008]. "اگوست کنت". دانشنامه فلسفه استنفورد. آزمایشگاه پژوهشی متافیزیک، دانشگاه استنفورد. ISSN 1095-5054. Retrieved 4 November 2011.
28. ↑  کاپلستون، فردریک، ۱۹۹۴ [۱۹۷۴]: تاریخ فلسفه: نهم فلسفه مدرن نیویورک: کتاب‌های تصویری، ص ۱۱۸.
29. ↑  کالهون, کریگ جی. (2002). نظریه جامعه‌شناسی کلاسیک. آکسفورد: وایلی-بلکول. p. ۱۹. ISBN 978-0-631-21348-2.
30. 1 2  برلین، آیزایا، ۱۹۶۷ [۱۹۳۷]: کارل مارکس: زندگی و محیط زیست او (ویرایش سوم)، نیویورک: بخش کتاب شرکت تایم،
31. ↑  Perrin, Robert G. (1995). "Émile Durkheim's Division of Labor and the Shadow of Herbert Spencer". Sociological Quarterly. 36 (4): 791–808. doi:10.1111/j.1533-8525.1995.tb00465.x.
32. 1 2  Commager, Henry Steele (1959). The American mind: an interpretation of American thought and character since 1880s. ISBN 978-0-300-00046-7.
33. ↑  Durkheim, Émile. 1895. The Rules of the Sociological Method. Cited in Wacquant (1992).
34. 1 2 3 4 5 6 7 8 9 10  Wacquant, Loic. 1992. "Positivism." In Bottomore, Tom and William Outhwaite, ed. , The Blackwell Dictionary of Twentieth-Century Social Thought
35. ↑  Halfpenny, Peter. Positivism and Sociology: Explaining Social Science. London:Allen and Unwin, 1982.
36. ↑  Fish, Jonathan S. 2005. 'Defending the Durkheimian Tradition. Religion, Emotion and Morality' Aldershot: Ashgate Publishing.
37. ↑  Gartell, C. David; Gartell, John (1996). "Positivism in sociological practice: 1967–1990". Canadian Review of Sociology. 33 (2): 2. doi:10.1111/j.1755-618X.1996.tb00192.x.
38. ↑  Boudon, Raymond (1991). "Review: What Middle-Range Theories are". Contemporary Sociology. 20 (4): 519–22. doi:10.2307/2071781. JSTOR 2071781.
39. ↑  ریکمن، اچ.پی. ۱۹۶۰: واکنش ضد اثبات‌گرایی و مفهوم دیلتای از تفهم، مدرسه اقتصاد و علوم سیاسی لندن، ص ۳۰۷.
40. ↑  وبر, ماکس (1946). از ماکس وبر: مقالاتی در جامعه‌شناسی. نیوویورک: انتشارات دانشگاه آکسفورد.
41. ↑  گوگلیلمو, رینزیویلو (2010). علم و موضوع: خودانتقادی دانش راهبردی (به ایتالیایی). میلان: انگلی. pp. 52+. ISBN 9788856824872. OCLC 894975209.
42. ↑  تونیس، فردیناند. 2001. "جامعه و جامعه مدنی"، ویرایش شده توسط جی. هریس. کمبریج: انتشارات دانشگاه کمبریج. شابک ‎۰−۵۲۱−۵۶۷۸۲−۳.
43. ↑  وبر، ماکس، ۱۹۹۱ [۱۹۲۲]: «ماهیت کنش اجتماعی»، در «وبر: انتخاب در ترجمه»، ویرایش شده توسط دبلیو. جی. رانسیمن. کمبریج: انتشارات دانشگاه کمبریج.
44. ↑  کرن، مایکل، برنارد اس. فیلیپس، و رابرت اس. کوهن، ویراستاران، ۱۹۹۰: جورج زیمل و جامعه‌شناسی معاصر، انتشارات اسپرینگر، ص ۱۵. شابک ‎۹۷۸−۰−۷۹۲۳−۰۴۰۷−۴
45. 1 2  Levine, Donald (ed) 'Simmel: On individuality and social forms' Chicago University Press, 1971. pxix.
46. ↑  لوین، دونالد، ویرایش ۱۹۷۱: زیمل: دربارهٔ فردیت و اشکال اجتماعی، شیکاگو: انتشارات دانشگاه شیکاگو، ص ۶.
47. ↑  زیمل, جورج (1971) [1903]. "کلان‌شهر و زندگی ذهنی".  In لوین, دی. (ed.). زیمل: دربارهٔ فردیت و اشکال اجتماعی. شیکاگو: انتشارات دانشگاه شیکاگو. p. ۳۲۴.
48. ↑  دیبل, ورنونک (1975), میراث آلبیون وودبری اسمال, شیکاگو: انتشارات دانشگاه شیکاگو
49. ↑  Gianfranco Poggi (2000). Durkheim. Oxford: Oxford University Press.
50. ↑  دورکیم، امیل، ۱۹۶۴ [۱۸۹۵]: قواعد روش جامعه‌شناسی (ویرایش هشتم)، ترجمه شده توسط اس.ای. سولووی و جی.ام. مولر، ویرایش شده توسط جورج کاتلین، ص ۴۵.
51. ↑  هابرماس، یورگن، ۱۹۹۰: گفتمان فلسفی مدرنیته: آگاهی مدرنیته از زمان، مطبوعات سیاست،
شابک ‎۰−۷۴۵۶−۰۸۳۰−۲. ص ۲.
52. ↑  "Max Weber – Stanford Encyclopaedia of Philosophy". Plato.stanford.edu. 24 August 2007. Retrieved 5 January 2010.
53. 1 2  Harriss, John. The Second Great Transformation? Capitalism at the End of the Twentieth Century in Allen, T. and Thomas, Alan (eds) Poverty and Development in the 21st Century', Oxford University Press, Oxford. p. 325.
54. ↑  "جامعه‌شناسی – تاریخچه جامعه‌شناسی| Encyclopedia.com: همراه آکسفورد در تاریخ ایالات متحده". Encyclopedia.com. Archived from the original on 5 July 2010. Retrieved 5 January 2010.
55. ↑  "University of Kansas Sociology Department Webpage". Ku.edu. Archived from the original on 27 June 2006. Retrieved 20 April 2009.
56. 1 2  "American Journal of Sociology Website". Journals.uchicago.edu. 1 January 1970. Archived from the original on 11 November 2007. Retrieved 20 April 2009.
57. ↑  میلر، دیوید (۲۰۰۹): جورج هربرت مید: خود، زبان و جامعه، انتشارات دانشگاه تگزاس. شابک ‎۰−۲۹۲−۷۲۷۰۰−۳.
58. ↑  در ۱۹۳۰: توسعه جامعه‌شناسی در میشیگان، صفحات ۳–۱۴ در نظریه و پژوهش‌های جامعه‌شناسی، مقالات منتخب چارلز هورتون کولی، ویرایش شده توسط رابرت کولی آنجل، نیویورک: هنری هولت.
59. ↑  Camic, Charles (1992). "Reputation and Predecessor Selection: Parsons and the Institutionalists". American Sociological Review. 57 (4): 421–45. doi:10.2307/2096093. JSTOR 2096093.
60. ↑  موریسون، کن، ۲۰۰۶: مارکس، دورکیم، وبر (ویرایش دوم)، سیج، صفحات ۷–۱.
61. ↑  "British Journal of Sociology Website". Lse.ac.uk. 2 April 2009. Archived from the original on 23 October 2007. Retrieved 20 April 2009.
62. ↑  لئونارد هابهاوس. بوک‌ریجز. Retrieved 4 November 2011.
63. ↑  "پیشگامان علوم اجتماعی". دانشکده اقتصاد و علوم سیاسی لندن. 11 February 2013. Archived from the original on 20 October 2012. Retrieved 18 December 2014.
64. ↑  هیل، مایکل آر. (۲۰۰۲): هریت مارتینو: دیدگاه‌های نظری و روش‌شناختی، راتلج.شابک ‎۰−۴۱۵−۹۴۵۲۸−۳
65. ↑  Bendix, Reinhard (1977). Max Weber: An Intellectual Portrait. University of California Press. ISBN 978-0-520-03194-4.
66. ↑  "Frankfurt School". (2009). from Encyclopædia Britannica Online. Retrieved 12 September 2009.
67. ↑  ISA. "صفحه اصلی | انجمن بین‌المللی جامعه‌شناسی". انجمن بین‌المللی جامعه‌شناسی. Retrieved 4 November 2011.
68. ↑  آبند, گابریل (June 2008). "معنای نظریه" (PDF). نظریه جامعه‌شناسیume=۲۶ (۲): ۱۷۳–۱۹۹. doi:10.1111/j.1467-9558.2008.00324.x. S2CID 6885329.
69. ↑  کالینز, رندال (1994). library.wur.nl. نیویورک: انتشارات دانشگاه آکسفورد. ISBN 978-0-19-508702-4.
70. ↑  استیون ای. بارکان. "دیدگاه‌های نظری در جامعه‌شناسی". جامعه‌شناسی: درک و تغییر جهان اجتماعی، ویرایش مختصر. Archived from the original on 18 March 2015. Retrieved 18 December 2014.
71. ↑  مایکل هچتر; ساتوشی کانازاوا (1997). "نظریه انتخاب عقلانی جامعه‌شناختی". بررسی سالانه جامعه‌شناسی. ۲۳: ۱۹۱–۲۱۴. doi:10.1146/annurev.soc.23.1.191. JSTOR 2952549. S2CID 14439597.
72. ↑  کلمن، جیمز اس. و توماس جی. فرارو، ۱۹۹۲ نظریه انتخاب منطقی، نیویورک: سیج.
73. ↑  راوین کانل (2007). نظریه جنوب: پویایی جهانی دانش در علوم اجتماعی. سیاست. ISBN 978-0-7456-4248-2.
74. ↑  راسکو سی. هینکل (1982). "بازسازی تاریخ نظریه جامعه‌شناسی" (PDF). بررسی اواسط آمریکایی جامعه‌شناسی. ۷ (۱): ۳۷–۵۳. doi:10.17161/STR.1808.4915. Retrieved 18 December 2014.
75. ↑  Urry, John (2000). "Metaphors". Sociology beyond societies: mobilities for the twenty-first century. Routledge. p. 23. ISBN 978-0-415-19089-3.
76. ↑  اریک پورث; کیمبرلی نوتزلینگ; جسیکا ادواردز. "نظریه‌های انسان‌شناسی: راهنمای تهیه شده توسط دانشجویان برای دانشجویان: نظریه‌های انسان‌شناسی: کارکردگرایی". گروه انسان‌شناسی کالج هنر و علوم دانشگاه آلاباما. Archived from the original on 20 November 2011. Retrieved 4 November 2011.
77. ↑  گیدنز, آنتونی. "قانون اساسی جامعه".  In فیلیپ کسل (ed.). راهنمای گیدنز. چاپ مک‌میلان. p. ۸۸.
78. ↑  دورکیم، امیل، ۱۹۸۴ [۱۸۹۳]: درباره تقسیم کار اجتماعی، نیویورک: مطبوعات آزاد.
79. ↑  مارکس، کارل و فریدریش انگلس، ۱۹۹۸ [۱۸۴۸]: مانیفست حزب کمونیست، مقدمه توسط مارتین مالیا. نیویورک: گروه پنگوئن، ص ۳۵. شابک ‎۰−۴۵۱−۵۲۷۱۰−۰.
80. ↑  ماسیس، جان جی. ۲۰۱۲: جامعه‌شناسی (ویرایش چهاردهم)، بوستون: پیرسون، ص ۱۶. شابک ‎۹۷۸−۰−۲۰۵−۱۱۶۷۱−۳
81. 1 2  Fine, گری آلن, ed. (1995). دومین مکتب شیکاگو؟: توسعه جامعه‌شناسی آمریکایی پس از جنگ. شیکاگو: انتشارات دانشگاه شیکاگو. ISBN 978-0-226-24938-4.
82. ↑  ویتفورد، جاش، ۲۰۰۲: پراگماتیسم و دوگانگی غیرقابل دفاع ابزارها و اهداف: چرا نظریه انتخاب عقلانی شایسته امتیاز پارادایمیک نیست، نظریه و جامعه، ۳۱:۳۲۵–۶۳.
83. ↑  امرسون, ریچارد ام. (1976). "نظریه مبادله اجتماعی". بررسی سالانه جامعه‌شناسی. ۲ (۱): ۳۳۵–۶۲. doi:10.1146/annurev.so.02.080176.002003.
84. ↑  دوان روسل (24 May 2019). ژاک لاکان و جامعه‌شناسی آمریکایی. پالگریو مک‌میلان. p. ۴. ISBN 978-3-030-19726-1. Retrieved 28 February 2021.
85. ↑  راسکو سی. هینکل. تحولات در نظریه جامعه‌شناسی آمریکا، ۱۹۱۵–۱۹۵۰. انتشارات سونی. p. ۳۳۵. ISBN 978-1-4384-0677-0. Retrieved 18 December 2014.
86. ↑  Coakley, Jay J.; Dunning, Eric (2000). Handbook of Sports Studies. SAGE. ISBN 978-1-4462-6505-5.
87. ↑  Slattery, Martin. 1993. Key Ideas in Sociology. Cheltenham: Nelson Thornes, Ltd.
88. ↑  Barnes, B. 1995. The Elements of Social Theory. London: UCL Press. Quoted in Jay J. Coakley, Eric Dunning, Handbook of sports studies
89. ↑  کاسل، فیلیپ، ۱۹۹۳: مرور گیدنز، انتشارات مک‌میلن، ص ۶.
90. ↑  مارتین, جان لوی (2011). تبیین کنش اجتماعی. انتشارات دانشگاه آکسفورد.
91. ↑  کریستین اسمیت (2014). پروژه مقدس جامعه‌شناسی آمریکا. انتشارات دانشگاه آکسفورد. p. ۱۴۲. ISBN 978-0-19-937714-5. Retrieved 18 December 2014.
92. ↑  [پیوند مرده]
93. ↑  آلتوسر, آلیسون (1984). "آلتوسر و ساختارگرایی". مجله جامعه‌شناسی بریتانیا. ۳۵ (۲): ۲۷۲–۲۹۶. doi:10.2307/590235. JSTOR 590235.
94. ↑  جاناتان اچ. ترنر، ۱۹۹۱. 5:نظریه‌پردازی ساختاری[پیوند مرده] در ساختار نظریه جامعه‌شناختی (ویرایش پنجم)، بلمونت، کالیفرنیا: انتشار وادزورث.
95. 1 2 3  لزاردو, عمر (2010). "فراتر از تضادهای ساختار: لوی استروس، گیدنز، بوردیو و سیول". نظریه و جامعه. ۳۹ (۶): ۶۵۱–۸۸. doi:10.1007/s11186-010-9125-1. S2CID 145106592.
96. ↑  فرارو, توماس جی.; بوتس, کارتر تی. (1999). "پیشرفت در ساختارگرایی مولد: عاملیت ساختار یافته و پویایی چندسطحی". مجله جامعه‌شناسی ریاضی. ۲۴ (۱): ۱–۶۵. doi:10.1080/0022250x.1999.9990228.
97. ↑  گیدنز، آنتونی: قانون اساسی جامعه در راهنمای گیدنز، ویرایش شده توسط پی. کاسل، چاپ مک‌میلان، ص ۸۹.
98. ↑  هابرماس، یورگن، ۱۹۸۶: هدف گرفتن در قلب حال، در فوکو: خواننده انتقادی، ویرایش شده توسط دی. هوی. آکسفورد: بازیل بلکول.
99. ↑  رورتی، ریچارد، ۱۹۸۶: فوکو و معرفت‌شناسی، در فوکو: خواننده انتقادی، ویرایش شده توسط دی. هوی. آکسفورد: بازیل بلکول.
100. ↑  آرچر، مارگارت اس.، و جاناتان کیو تریت، ۲۰۱۳: نظریه انتخاب منطقی نادرست: مقاومت در برابر استعمار، ویرایش شده توسط جاناتان. کیو. تریت، روتلج. شابک ‎۹۷۸−۰−۴۱۵−۲۴۲۷۱−۴
101. ↑  آرچر, مارگارت اسکاتفورد (1995). نظریه اجتماعی رئالیستی: رویکرد ریخت‌شناسی. انتشارات دانشگاه کمبریج. p. ۶۵؛. ISBN 978-0-521-48442-8.
102. ↑  Giddens, A. (1996). The Constitution of Society. California: University of California Press. pp. 14–19. ISBN 978-0-520-05728-9.
103. ↑  بامبرگر, مایکل. "فرصت‌ها و چالش‌های ادغام تحقیقات کمی و کیفی". INTGENDERTRANSPORT. گروه بانک جهانی.
104. 1 2 3  Haralambos & Holborn. Sociology: Themes and perspectives (2004) 6th ed, Collins Educational. شابک ‎۹۷۸−۰−۰۰−۷۱۵۴۴۷−۰. Chapter 14: Methods
105. ↑  Hunter, Laura; Leahey, Erin (2008). "Collaborative Research in Sociology: Trends and Contributing Factors". American Sociologist. 39 (4): 290–306. doi:10.1007/s12108-008-9042-1. S2CID 145390103.
106. ↑  Hanson, Barbara (2008). "Whither Qualitative/Quantitative?: Grounds for Methodological Convergence". Quality and Quantity. 42: 97–111. doi:10.1007/s11135-006-9041-7. S2CID 144513805.
107. 1 2  Grant, Linda; Ward, Kathryn B.; Rong, Xue Lan (1 January 1987). "Is There An Association between Gender and Methods in Sociological Research?". American Sociological Review. 52 (6): 856–62. doi:10.2307/2095839. JSTOR 2095839.
108. ↑  مارتین, پاتریشیا یانسی; ترنر, بری ای. (1986). "نظریه پایه و پژوهش‌های سازمانی". مجله علوم رفتاری کاربردی. ۲۲ (۲): ۱۴۱–۱۵۷. doi:10.1177/002188638602200207. S2CID 143570174.
109. ↑  Jost, JT; Kay, AC (2005). "Exposure to benevolent sexism and complementary gender stereotypes: Consequences for specific and diffuse forms of system justification" (PDF). Journal of Personality and Social Psychology. 88 (3): 498–509. CiteSeerX 10.1.1.333.6801. doi:10.1037/0022-3514.88.3.498. PMID 15740442. Archived from the original (PDF) on 4 September 2013. Retrieved 8 September 2010.
110. ↑  اداره برای کودکان و خانواده‌ها (۲۰۱۰) "ارزیابی مدیر برنامه[پیوند مرده]. فصل ۲: ارزیابی برنامه چیست؟
111. ↑  شاکمن, ژن (February 11, 2018), ارزیابی برنامه چیست: راهنمای مبتدیان (Presentation Slides), پروژه پژوهشی جهانی تغییر اجتماعی, SSRN 3060080
112. ↑  بینبریج، ویلیام سیمز، ۲۰۰۷: جامعه‌شناسی محاسباتی، در «دانشنامه جامعه‌شناسی بلک‌ول»، ویرایش شده توسط ریتزر، جورج. مرجع آنلاین بلک‌ول. شابک ‎۹۷۸−۱−۴۰۵۱−۲۴۳۳−۱. doi:10.1111/b.9781405124331.2007.x .
113. ↑  Epstein, JM; Axell, R (1996). Growing Artificial Societies: Social Science from the Bottom Up. Washington, DC: Brookings Institution Press. ISBN 978-0-262-05053-1.
114. ↑  Axelrod, Robert (1997). The Complexity of Cooperation: Agent-Based Models of Competition and Collaboration. Princeton, NJ: Princeton University Press. ISBN 978-0-691-01568-2.
115. ↑  Casti, J. (1999). "The Computer as Laboratory: Toward a Theory of Complex Adaptive Systems". Complexity. 4 (5): 12–14. doi:10.1002/(SICI)1099-0526(199905/06)4:5<12::AID-CPLX3>3.0.CO;2-4.
116. ↑  Goldspink, C. (2002). "Methodological Implications of Complex Systems Approaches to Sociality: Simulation as a Foundation for Knowledge". Journal of Artificial Societies and Social Simulation. 5 (1).
117. ↑  Gilbert, Nigel; Troitzsch, Klaus (2005). "Simulation and social science". Simulation for Social Scientists (2nd ed.). Open University Press.
118. ↑  Epstein, Joshua (2007). Generative Social Science: Studies in Agent-Based Computational Modeling. Princeton, NJ: Princeton University Press. ISBN 978-0-691-12547-3.
119. ↑  لایزردو, عمر (27 August 2006). "جامعه‌شناسی فرهنگ در برابر جامعه‌شناسی فرهنگی". orgtheory.net – via وردپرس.
120. ↑  ادجل, پنی (6 January 2009). "اطلاعات عمومی". جامعه‌شناسی فرهنگ و جامعه‌شناسی فرهنگی. دانشگاه مینه‌سوتا. Archived from the original on 6 May 2015. Retrieved 4 April 2015.
121. ↑  گریسولد, وندی (2012). فرهنگ‌ها و جوامع در جهان در حال تغییر. ISBN 978-1-4129-9054-7.
122. ↑  بوردیو، پیر، ۱۹۹۶ [۱۹۹۲]: قوانین هنر: پیدایش و ساختار حوزه ادبی، ترجمه شده توسط اس. امانوئل.
123. ↑  "Robert K. Merton Remembered". Retrieved 2 December 2009.
124. ↑  بناکار، رضا، ۲۰۰۹:قانون از نگاه جامعه‌شناسی: تضاد و رقابت در مطالعات جامعه‌شناختی حقوق، صص ۵۸–۷۳ در راهنمای جدید ISA در جامعه‌شناسی بین‌المللی معاصر: تضاد، رقابت و همکاری، ویرایش شده توسط آ. دنیس و دی. چ کالکین-فیشمن. لندن: سیج.
125. ↑  Western, Bruce. 2006. Punishment and Inequality in America. New York: Russel Sage.
126. ↑  ASA. "بخش ارتباطات و فناوری اطلاعات". انجمن جامعه‌شناسی آمریکا. asanet.org. Archived from the original on 2 April 2015. Retrieved 4 April 2015.
127. ↑  ویلسون، دی آر. ۲۰۰۴: پژوهش جامعه‌شناسی در اینترنت، لندن: تامسون/وادزورث.شابک ‎۰−۵۳۴−۶۲۴۳۷−۵.
128. ↑  کاستلز، مانوئل، ۲۰۰۱: کهکشان اینترنت: بازتابی در اینترنت، تجارت و جامعه، آکسفورد، انتشارات دانشگاه آکسفورد.
129. ↑  "Principles of Economic Sociology by Richard Swedberg – An extract". Archived from the original on 13 February 2010. Retrieved 2 December 2009.
130. ↑  واتسون، تونی جی. ۲۰۰۸: جامعه‌شناسی، کار، و صنعت، لندن: روتلج، ص ۳۹۲. شابک ‎۰−۴۱۵−۴۳۵۵۵−۲
131. ↑  Gordon Marshall (ed) A Dictionary of Sociology (Article: Sociology of Education), Oxford University Press, 1998
132. ↑  Hanushek, Eric A. (1998) "Conclusions and Controversies about the Effectiveness of School Resources" Economic Policy Review Federal Reserve Bank of New York, 4(1): pp. 11–27, accessed 30 December 2008.
133. 1 2 3 4  کاستیو, اومبرتو; بکیو, کریستینا; زویا, استفانیا; نلینی, کریستین; سارتوری, لوئیزا; بلسون, لورا; دواتاویو, جوزپینا; بولگرونی, ماریا; گالس, ویتوریو (2010-10-07). "ارتباطی برای اجتماعی بودن: هستی‌زایی تعامل انسانی". پلاس وان (به انگلیسی). ۵ (۱۰): e13199. Bibcode:2010PLoSO...513199C. doi:10.1371/journal.pone.0013199. PMC 2951360. PMID 20949058.
134. ↑  بوز, کریستین (2012). "بین بخشی و نابرابری جنسیتی جهانی". جنسیت و جامعه. ۲۶ (۱): ۶۷–۷۲. doi:10.1177/0891243211426722. S2CID 145233506.
135. ↑  سیبولد, کوین اس.; Peter C. Hill (February 2001). "نقش دین و معنویت در سلامت روان و جسم". جهت‌گیری‌های جاری در علم روان‌شناسی. ۱۰ (۱): ۲۱–۲۴. doi:10.1111/1467-8721.00106. S2CID 144109851.
136. ↑  "British Sociological Association: Medical Sociology". BSA. Archived from the original on 17 June 2008. Retrieved 23 October 2009.
137. ↑  انجمن جامعه‌شناسی آمریکا. "بخش جامعه‌شناسی بدن و تجسم". انجمن جامعه‌شناسی آمریکا. Archived from the original on 18 April 2015. Retrieved 4 April 2015.
138. ↑  انجمن جامعه‌شناسی بریتانیا. "گروه مطالعاتی پیری، بدن و جامعه". انجمن جامعه‌شناسی بریتانیا. Archived from the original on 14 July 2014.
139. ↑  انجمن بین‌المللی جامعه‌شناسی. "کمیته پژوهشی RC54 بدن در علوم اجتماعی". انجمن بین‌المللی جامعه‌شناسی. مادرید: دانشگاه کمپلوتنسه مادرید.
140. ↑  BSA. "گروه مطالعاتی جنبه‌های اجتماعی مرگ، مردن و سوگ". انجمن جامعه‌شناسی بریتانیا. Archived from the original on 14 July 2014.
141. ↑  Ben-David, Joseph; Teresa A. Sullivan (1975). "Sociology of Science". Annual Review of Sociology. 1: 203–22. doi:10.1146/annurev.so.01.080175.001223. Archived from the original on 26 August 2003. Retrieved 29 November 2006.
142. ↑  "انجمن جامعه‌شناسی آمریکا: بخش علم، معرفت و فناوری". asanet.org. Archived from the original on 21 March 2015. Retrieved 4 April 2015.
143. ↑  "انجمن جامعه‌شناسی بریتانیا". Archived from the original on 14 July 2014.
144. ↑  انجمن بین‌المللی جامعه‌شناسی. "کمیته پژوهشی RC23 جامعه‌شناسی علم و فناوری". دانشگاه کمپلوتنسه مادرید. مادرید.
145. ↑  لوشن, جی. (1980). "جامعه‌شناسی ورزش: توسعه، وضعیت فعلی و چشم‌انداز". بررسی سالانه جامعه‌شناسی. ۶: ۳۱۵–۴۷. doi:10.1146/annurev.so.06.080180.001531.
146. ↑  انجمن جامعه‌شناسی آمریکا (12 December 2013). "بخش صلح، جنگ و منازعات اجتماعی". انجمن جامعه‌شناسی آمریکا. Archived from the original on 5 March 2015. Retrieved 4 April 2015.
147. ↑  Siebold, Guy (2001). "Core Issues and Theory in Military Sociology". Journal of Political and Military Sociology. Archived from the original on 31 May 2005. Retrieved 14 July 2008.
148. ↑  پیون، اف. ۱۹۸۸: پانتئون چرا آمریکایی‌ها رای نمی‌دهند: و چرا سیاستمداران آن را به این شکل می‌خواهند. شابک ‎۰−۶۷۹−۷۲۳۱۸−۸
149. ↑  لیپست، سیمور مارتین، ۱۹۸۲ [۱۹۶۴]: مقدمه: مویسی اوستروگورسکی و رویکرد تحلیلی به مطالعه تطبیقی احزاب سیاسی در دموکراسی و سازمان احزاب سیاسی ۲، ویرایش شده توسط اس.ام. لیپست.
150. ↑  نش، کیت، ۲۰۰۹:
 جامعه‌شناسی سیاسی معاصر: جهانی شدن، سیاست و قدرت در گوگل بوکس. جان وایلی و پسران. شابک ‎۹۷۸−۱−۴۴۴۳−۲۰۷۷−۰. بازیابی شده در ۴ نوامبر ۲۰۱۱.
151. ↑  پورتا, دوناتلا دلا; Diani, Mario (2009). جنبش‌های اجتماعی: مقدمه. ISBN 978-1-4051-4821-4. Retrieved 4 November 2011.
152. ↑  لو، میلتون. ۲۲ فوریه ۲۰۱۲. "قدیمی‌ترین کسب و کار رنگی متعلق به نامیبیا." ساختن دنیای بهتر on بلاگر.
153. ↑  کریستیانو، کوین جی. و همکاران، ۲۰۰۸: جامعه‌شناسی دین: تحولات معاصر (ویرایش دوم). لنهام، ام. دی: رومن و لیتلفیلد. شابک ‎۹۷۸−۰−۷۴۲۵−۶۱۱۱−۳.
154. ↑  برگر، پیتر، ۱۹۹۰ [۱۹۶۷]: سایبان مقدس: عناصر یک نظریه جامعه‌شناختی دین، وینتیج بوکز.شابک ‎۰−۳۸۵−۰۷۳۰۵−۴
155. ↑  شاکمن, ژن; وانگ, ژون; لیو, یالین. "چکیده بررسی مختصر روندهای جمعیتی جهان". SSRN. Retrieved 13 June 2017.
156. ↑  سیلبرگلیت, ریچارد; آنتون, فیلیپ; هاول, دیوید (25 May 2006). انقلاب جهانی فناوری 2020، تجزیه و تحلیل عمیق بیو/نانو/مواد/روندهای اطلاعاتی، محرک‌ها، موانع، و پیامدهای اجتماعی (Report). رند. Retrieved 13 June 2017.
157. ↑  لیزاردو, عمر (October 2006). "سلیقه‌های فرهنگی چگونه شبکه‌های شخصی را شکل می‌دهند". بررسی جامعه‌شناسی آمریکا. ۷۱ (۵): ۷۷۸–۸۰۷. doi:10.1177/000312240607100504. JSTOR 25472427. S2CID 14492041.
158. ↑  Stolte, John F; Fine, Gary Alan; Cook, Karen S. (2001). "Sociological miniaturism: seeing the big through the small in social psychology". Annual Review of Sociology. 27: 387–413. doi:10.1146/annurev.soc.27.1.387.
159. 1 2  "What Is Social Psychology – An Introduction to Social Psychology". Psychology.about.com. Archived from the original on 13 August 2010. Retrieved 1 June 2010.
160. ↑  Saunders, Peter (1990). Social Class and Stratification. Routledge. ISBN 978-0-415-04125-6.
161. ↑  استارک, رادنی (2006). جامعه‌شناسی. انتشارات وادسورث. ISBN 978-0-495-09344-2.
162. ↑  دارندورف، رالف، ۱۹۵۹: تضاد طبقاتی و طبقاتی در جامعه صنعتی، استانفورد: انتشارات دانشگاه استنفورد.
163. ↑  بورنشیر، وی. ۱۹۹۶: جامعه غربی در حال گذار، نیوبرانزویک، نیوجرسی: ناشران تراکنش.
164. ↑  ساسن, ساسکیا (2001) [1991]. شهر جهانی: نیویورک، لندن، توکیو (ویراست ۲ ed.). پرینستون، نیوجرسی: انتشارات دانشگاه پرینستون. ISBN 978-0-691-07063-6.
165. ↑  انجمن جامعه‌شناسی آمریکا. "بخش جامعه‌شناسی جامعه و شهری". انجمن جامعه‌شناسی آمریکا. Archived from the original on 15 March 2015. Retrieved 4 April 2015.
166. ↑  تونیس، فردیناند، ۱۸۸۷: گمنشافت و گزلشافت، ص ۲۲.
167. ↑  دیانتیل، اروان، ۲۰۱۲: انسان‌شناسی فرهنگی یا انسان‌شناسی اجتماعی؟ مناقشه فراآتلانتیک. سالنامه جامعه‌شناسی 62(2012/1):93-122.
168. ↑  QAA. 2007: انسان‌شناسی. منسفیلد، انگلستان: آژانس تضمین کیفیت آموزش عالی.Archived from the original 21 September 2013. شابک ‎۹۷۸−۱−۸۴۴۸۲−۷۷۸−۷.
169. ↑  Vuong, Quan-Hoang (2022). نظریه اسفنج ذهن. AISDL.
170. 1 2  "Sociology and Its Relationships to Other Social Sciences" (PDF). National Organisation of Sociology. Archived from the original (PDF) on 26 June 2011.
171. 1 2  Kirst-Ashman, K.K.; Hull, G H. (2009). Generalist Practice with Organisations and Communities (4th ed.). Belmont, CA: Brooks/Cole Cengage Learning. ISBN 978-0-495-50715-4.
172. ↑  Hepworth, D.H; Rooney, R.H.; Rooney, G.D; Strom-Gottfried, K.; Larsen, J.A. (2006). "Chapter 1". Direct Social Work Practice. Belmont, CA: Thomson Brooks/Cole. ISBN 978-0-534-64458-1.
173. ↑  Janes, Craig Robert; Stall, Ron; Gifford, Sandra M (1986). James Trostle. Springer. ISBN 978-90-277-2248-5. Retrieved 8 September 2009.
174. 1 2  Horowitz, Irving (1994) The Decomposition of Sociology Oxford University Press. pp. 3–9
175. ↑  کالینز، رندال، ۱۹۹۴: افول جامعه‌شناسی، انتشارات دانشگاه آکسفورد. ص ۹–۳.
176. ↑  "The most cited authors of books in the humanities". timeshighereducation.co.uk. 26 March 2009. Retrieved 16 November 2009.
177. 1 2  گزارش‌های استنادی مجله ۲۰۱۱: علوم اجتماعی. Web of Science (Report). تامسون رویترز. 2011.